# Wereldkampioenschap voetbal 2002 (kwalificatie UEFA)
Voor de kwalificatie van het wereldkampioenschap voetbal 2002 schreven 51 teams zich in. De deelnemende landen werden in negen groepen van 5 of 6 teams verdeeld en streden voor 14 tickets. De 9 groepswinnaars kwalificeerden zich. Er werd geloot dat de nummer twee van groep 2 naar de intercontinentale eindronde moest met een team van de AFC, de overige 8 nummers 2 bestreden elkaar voor 4 tickets.

## Loting
De loting vond plaats in december 1999. De pottenindeling was gebaseerd op de gemiddelde punten die de landen behaalden in de kwalificatiewedstrijden voor het Wereldkampioenschap voetbal 1998 en de kwalificatiewedstrijden voor het Europees kampioenschap voetbal 2000. Frankrijk was automatisch geplaatst, omdat het wereldkampioen werd in 1998 en dus titelhouder was. Voor Nederland en België telden alleen de resultaten van de kwalificatiewedstrijden voor het wereldkampioenschap omdat zij als gastlanden van EURO 2000 geen kwalificatiewedstrijden voor dit toernooi hoefden te spelen. Andorra deed voor de eerste keer mee aan WK-kwalificatie.
| Team        | Coëfficiënt | ranking |
| ----------- | ----------- | ------- |
| Spanje      | 2,61        | 1       |
| Roemenië    | 2,60        | 2       |
| Noorwegen   | 2,50        | 3       |
| Zweden      | 2,39        | 4       |
| Nederland   | 2,38        | 5       |
| Tsjechië    | 2,30        | 6       |
| Duitsland   | 2,28        | 7       |
| België      | 2,25        | 8       |
| Joegoslavië | 2,22        | 9       |

| Team       | Coëfficiënt | ranking |
| ---------- | ----------- | ------- |
| Oostenrijk | 2,11        | 10      |
| Portugal   | 2,10        | 11      |
| Italië     | 2,06        | 12      |
| Schotland  | 2,05        | 13      |
| Engeland   | 2,00        | 14      |
| Rusland    | 2,00        | 15      |
| Oekraïne   | 2,00        | 16      |
| Denemarken | 1,94        | 17      |
| Turkije    | 1,94        | 18      |

| Team        | Coëfficiënt | ranking |
| ----------- | ----------- | ------- |
| Ierland     | 1,89        | 19      |
| Kroatië     | 1,88        | 20      |
| Slowakije   | 1,65        | 21      |
| Bulgarije   | 1,63        | 22      |
| Israël      | 1,63        | 23      |
| Griekenland | 1,61        | 24      |
| Zwitserland | 1,50        | 25      |
| Polen       | 1,44        | 26      |
| Litouwen    | 1,40        | 27      |

| Team                  | Coëfficiënt | ranking |
| --------------------- | ----------- | ------- |
| Cyprus                | 1,38        | 28      |
| Hongarije             | 1,33        | 29      |
| Finland               | 1,31        | 30      |
| IJsland               | 1,20        | 31      |
| Noord-Macedonië       | 1,17        | 32      |
| Letland               | 1,15        | 33      |
| Bosnië en Herzegovina | 1,11        | 34      |
| Slovenië              | 1,00        | 35      |
| Wales                 | 1,00        | 36      |

| Team          | Coëfficiënt | ranking |
| ------------- | ----------- | ------- |
| Georgië       | 0,83        | 37      |
| Armenië       | 0,80        | 38      |
| Estland       | 0,75        | 39      |
| Noord-Ierland | 0,67        | 40      |
| Albanië       | 0,55        | 41      |
| Faeröer       | 0,45        | 42      |
| Azerbeidzjan  | 0,39        | 43      |
| Wit-Rusland   | 0,39        | 44      |
| Moldavië      | 0,25        | 45      |
| Liechtenstein | 0,20        | 46      |
| Andorra       | 0,00        | 47      |
| Luxemburg     | 0,00        | 48      |
| Malta         | 0,00        | 49      |
| San Marino    | 0,00        | 50      |

Vetgedrukte landen zouden zich uiteindelijk kwalificeren.

## Gekwalificeerde landen
| FIFA-lid   | Confederatie | Kwalificatie            | Kwal. datum      | Aantal dln. (inclusief 2002) | Dln. op rij | Eerste dln. | Laatste dln. | Titels (exclusief 2002) | Beste prestatie |
| ---------- | ------------ | ----------------------- | ---------------- | ---------------------------- | ----------- | ----------- | ------------ | ----------------------- | --------------- |
| Frankrijk  | UEFA         | Kampioen 1998           | 12 juli 1998     | 11e                          | 2           | 1930        | 1998         | 1                       | Winnaar         |
| Rusland    | UEFA         | Winnaar groep 1         | 6 oktober 2001   | 2e                           | 1           | 1994        | 1994         | 0                       | Groepsfase      |
| Portugal   | UEFA         | Winnaar groep 2         | 6 oktober 2001   | 3e                           | 1           | 1966        | 1986         | 0                       | Derde           |
| Denemarken | UEFA         | Winnaar groep 3         | 6 oktober 2001   | 3e                           | 2           | 1986        | 1998         | 0                       | Kwartfinale     |
| Zweden     | UEFA         | Winnaar groep 4         | 5 september 2001 | 10e                          | 1           | 1934        | 1994         | 0                       | Tweede          |
| Polen      | UEFA         | Winnaar groep 5         | 1 september 2001 | 6e                           | 1           | 1938        | 1986         | 0                       | Derde           |
| Kroatië    | UEFA         | Winnaar groep 6         | 6 oktober 2001   | 2e                           | 2           | 1998        | 1998         | 0                       | Derde           |
| Spanje     | UEFA         | Winnaar groep 7         | 5 september 2001 | 11e                          | 7           | 1934        | 1998         | 0                       | Vierde          |
| Italië     | UEFA         | Winnaar groep 8         | 6 oktober 2001   | 15e                          | 11          | 1934        | 1998         | 3                       | Winnaar         |
| Engeland   | UEFA         | Winnaar groep 9         | 6 oktober 2001   | 11e                          | 2           | 1950        | 1998         | 1                       | Winnaar         |
| België     | UEFA         | Winnaar play-off        | 14 november 2001 | 11e                          | 6           | 1930        | 1998         | 0                       | Vierde          |
| Duitsland  | UEFA         | Winnaar play-off        | 14 november 2001 | 15e                          | 13          | 1934        | 1998         | 3                       | Winnaar         |
| Slovenië   | UEFA         | Winnaar play-off        | 14 november 2001 | 1e                           | 1           | n.v.t.      | n.v.t.       | n.v.t.                  | n.v.t.          |
| Turkije    | UEFA         | Winnaar play-off        | 14 november 2001 | 2e                           | 1           | 1954        | 1954         | 0                       | Groepsfase      |
| Ierland    | UEFA         | Internationale play-off | 15 november 2001 | 3e                           | 1           | 1990        | 1994         | 0                       | Kwartfinale     |

## Groepen en wedstrijden

### Groep 1
Opvallend was dat de vier kandidaten voor de eindronde (Joegoslavië, Slovenië, Rusland en Zwitserland) weinig voordeel behaalde in thuiswedstrijden, van de twaalf onderlinge wedstrijden eindigden slechts twee wedstrijden in een overwinning van de thuisploeg. Rusland had al snel een voorsprong op de andere ploegen na overwinningen in Joegoslavië en in Zwitserland en kon die voorsprong vasthouden ondanks wat misstappen. In de laatste wedstrijd stelde Rusland kwalificatie veilig via een 4-0 overwinning op Zwitserland, Vladimir Bjestsjastnik scoorde drie doelpunten.
Slovenië en Joegoslavië streden om de tweede plaats in de groep, op het EK speelden beide ploegen al tegen elkaar: 3-3. Beiden hadden een valse start, Slovenië begon met vier gelijke spelen in de eerste vijf wedstrijden, vooral in de eerste wedstrijd tegen de Faeröer was puntverlies duur: in de blessuretijd verspeelde Slovenië een 2-0 voorsprong. Joegoslavië had helemaal een dramatische start, in de slotminuten verspeelde de ploeg een voorsprong tegen Zwitserland en Slovenië en thuis verloor de ploeg van Rusland. Na de wedstrijd werd coach Milovan Đorić ontslagen en de zojuist gestopte oud-international Dejan Savićević werd zijn opvolger. Beide ploegen herstelden zich, beiden wonnen de uitwedstrijd van Zwitserland, Slovenië won in de slotminuut van Rusland en had in de beslissende wedstrijd een punt voorsprong op Joegoslavië. In Belgrado werd het een gelijkspel (1-1), Joegoslavië was nu uitgeschakeld en Slovenië moest een play-offwedstrijd spelen tegen Roemenië.
| Nr. | Land        | GW | W | G | V  | DV | DT | DS   | Ptn | Resultaat                              |
| --- | ----------- | -- | - | - | -- | -- | -- | ---- | --- | -------------------------------------- |
| 1   | Rusland     | 10 | 7 | 2 | 1  | 18 | 5  | +13  | 23  | Gekwalificeerd voor het hoofdtoernooi. |
| 2   | Slovenië    | 10 | 5 | 5 | 0  | 17 | 9  | +8   | 20  | Play-off                               |
| 3   | Joegoslavië | 10 | 5 | 4 | 1  | 22 | 8  | +14  | 19  |                                        |
| 4   | Zwitserland | 10 | 4 | 2 | 4  | 18 | 12 | +6   | 14  |                                        |
| 5   | Faeröer     | 10 | 2 | 1 | 7  | 6  | 23 | – 17 | 7   |                                        |
| 6   | Luxemburg   | 10 | 0 | 0 | 10 | 4  | 28 | – 24 | 0   |                                        |

|                                                   |             |         |                   |                                                                                |
| 2 september 2000 «onderlinge duels» 20:15 (UTC+2) | Zwitserland | 0 – 1   | Rusland           | Hardturm, Zürich Toeschouwers: 14.500 Scheidsrechter: Kim Milton Nielsen (DEN) |
| 2 september 2000 «onderlinge duels» 20:15 (UTC+2) |             | Verslag | 74' Bjestsjastnik | Hardturm, Zürich Toeschouwers: 14.500 Scheidsrechter: Kim Milton Nielsen (DEN) |

|                                                   |                         |         |                       |                                                                             |
| 3 september 2000 «onderlinge duels» 15:00 (UTC+1) | Faeröer                 | 2 – 2   | Slovenië              | Svangaskarð, Toftir Toeschouwers: 3.200 Scheidsrechter: Mikko Vuorela (FIN) |
| 3 september 2000 «onderlinge duels» 15:00 (UTC+1) | Arge 90' Ø.Hansen 90+3' | Verslag | 25' Udovič 87' Osterc | Svangaskarð, Toftir Toeschouwers: 3.200 Scheidsrechter: Mikko Vuorela (FIN) |

|                                                   |           |         |                            |                                                                                        |
| 3 september 2000 «onderlinge duels» 18:00 (UTC+2) | Luxemburg | 0 – 2   | Joegoslavië                | Stade Josy Barthel, Luxemburg Toeschouwers: 3.305 Scheidsrechter: Sergey Shmolik (BLR) |
| 3 september 2000 «onderlinge duels» 18:00 (UTC+2) |           | Verslag | 4' Milošević 26' Jokanović | Stade Josy Barthel, Luxemburg Toeschouwers: 3.305 Scheidsrechter: Sergey Shmolik (BLR) |

|                                                 |              |         |                           |                                                                                      |
| 7 oktober 2000 «onderlinge duels» 19:15 (UTC+2) | Luxemburg    | 1 – 2   | Slovenië                  | Stade Josy Barthel, Luxemburg Toeschouwers: 1.788 Scheidsrechter: Michal Benes (CZE) |
| 7 oktober 2000 «onderlinge duels» 19:15 (UTC+2) | Strasser 46' | Verslag | 35' Zahovič 37' Milinovič | Stade Josy Barthel, Luxemburg Toeschouwers: 1.788 Scheidsrechter: Michal Benes (CZE) |

|                                                 |                                                                        |         |             |                                                                             |
| 7 oktober 2000 «onderlinge duels» 17:30 (UTC+2) | Zwitserland                                                            | 5 – 1   | Faeröer     | Hardturm, Zürich Toeschouwers: 9.500 Scheidsrechter: Costas Kapitanis (CYP) |
| 7 oktober 2000 «onderlinge duels» 17:30 (UTC+2) | Zwyssig 26' Fournier 35' Türkyilmaz 42' (pen.), 44' (pen.), 53' (pen.) | Verslag | 4' Petersen | Hardturm, Zürich Toeschouwers: 9.500 Scheidsrechter: Costas Kapitanis (CYP) |

|                                                  |                                     |         |           |                                                                             |
| 11 oktober 2000 «onderlinge duels» 19:00 (UTC+4) | Rusland                             | 3 – 0   | Luxemburg | Dinamostadion, Moskou Toeschouwers: 12.000 Scheidsrechter: John Ferry (NIR) |
| 11 oktober 2000 «onderlinge duels» 19:00 (UTC+4) | Buznikin 19' Chochlov 57' Titov 90' | Verslag |           | Dinamostadion, Moskou Toeschouwers: 12.000 Scheidsrechter: John Ferry (NIR) |

|                                                  |                         |         |                     |                                                                                  |
| 11 oktober 2000 «onderlinge duels» 20:15 (UTC+2) | Slovenië                | 2 – 2   | Zwitserland         | Bežigradstadion, Ljubljana Toeschouwers: 6.650 Scheidsrechter: Paul Durkin (ENG) |
| 11 oktober 2000 «onderlinge duels» 20:15 (UTC+2) | Šiljak 44' Ačimovič 79' | Verslag | 18', 66' Türkyilmaz | Bežigradstadion, Ljubljana Toeschouwers: 6.650 Scheidsrechter: Paul Durkin (ENG) |

|                                                |             |         |           |                                                                                            |
| 24 maart 2001 «onderlinge duels» 19:00 (UTC+3) | Rusland     | 1 – 1   | Slovenië  | Olympisch Stadion Loezjniki, Moskou Toeschouwers: 35.000 Scheidsrechter: Hugh Dallas (SCO) |
| 24 maart 2001 «onderlinge duels» 19:00 (UTC+3) | Chochlov 7' | Verslag | 21' Knavs | Olympisch Stadion Loezjniki, Moskou Toeschouwers: 35.000 Scheidsrechter: Hugh Dallas (SCO) |

|                                                |                |         |               |                                                                                        |
| 24 maart 2001 «onderlinge duels» 20:15 (UTC+1) | Joegoslavië    | 1 – 1   | Zwitserland   | Partizanstadion, Belgrado Toeschouwers: 30.000 Scheidsrechter: Karl-Erik Nilsson (SWE) |
| 24 maart 2001 «onderlinge duels» 20:15 (UTC+1) | Mihajlović 68' | Verslag | 84' Chapuisat | Partizanstadion, Belgrado Toeschouwers: 30.000 Scheidsrechter: Karl-Erik Nilsson (SWE) |

|                                                |           |         |                               |                                                                                         |
| 24 maart 2001 «onderlinge duels» 18:00 (UTC+1) | Luxemburg | 0 – 2   | Faeröer                       | Stade Josy Barthel, Luxemburg Toeschouwers: 2.500 Scheidsrechter: Attila Hanacsek (HUN) |
| 24 maart 2001 «onderlinge duels» 18:00 (UTC+1) |           | Verslag | 78' C.H. Jacobsen 82' Mørkøre | Stade Josy Barthel, Luxemburg Toeschouwers: 2.500 Scheidsrechter: Attila Hanacsek (HUN) |

|                                                |              |         |         |                                                                                             |
| 28 maart 2001 «onderlinge duels» 19:00 (UTC+4) | Rusland      | 1 – 0   | Faeröer | Olympisch Stadion Loezjniki, Moskou Toeschouwers: 8.000 Scheidsrechter: Leslie Irvine (NIR) |
| 28 maart 2001 «onderlinge duels» 19:00 (UTC+4) | Mostovoj 18' | Verslag |         | Olympisch Stadion Loezjniki, Moskou Toeschouwers: 8.000 Scheidsrechter: Leslie Irvine (NIR) |

|                                                |               |         |               |                                                                                |
| 28 maart 2001 «onderlinge duels» 20:15 (UTC+2) | Slovenië      | 1 – 1   | Joegoslavië   | Bežigradstadion, Ljubljana Toeschouwers: 10.000 Scheidsrechter: Dick Jol (NED) |
| 28 maart 2001 «onderlinge duels» 20:15 (UTC+2) | Zahovič 90+4' | Verslag | 33' Milošević | Bežigradstadion, Ljubljana Toeschouwers: 10.000 Scheidsrechter: Dick Jol (NED) |

|                                                |                                            |         |           |                                                                            |
| 28 maart 2001 «onderlinge duels» 20:15 (UTC+2) | Zwitserland                                | 5 – 0   | Luxemburg | Hardturm, Zürich Toeschouwers: 8.600 Scheidsrechter: Claus Bo Larsen (DEN) |
| 28 maart 2001 «onderlinge duels» 20:15 (UTC+2) | Frei 9', 31', 90' Lonfat 64' Chapuisat 72' | Verslag |           | Hardturm, Zürich Toeschouwers: 8.600 Scheidsrechter: Claus Bo Larsen (DEN) |

|                                                |             |         |                   |                                                                                          |
| 25 april 2001 «onderlinge duels» 17:00 (UTC+2) | Joegoslavië | 0 – 1   | Rusland           | Stadion Crvena Zvezda, Belgrado Toeschouwers: 37.240 Scheidsrechter: Konrad Plautz (AUT) |
| 25 april 2001 «onderlinge duels» 17:00 (UTC+2) |             | Verslag | 72' Bjestsjastnik | Stadion Crvena Zvezda, Belgrado Toeschouwers: 37.240 Scheidsrechter: Konrad Plautz (AUT) |

|                                              |             |         |               |                                                                                               |
| 2 juni 2001 «onderlinge duels» 19:00 (UTC+4) | Rusland     | 1 – 1   | Joegoslavië   | Olympisch Stadion Loezjniki, Moskou Toeschouwers: 65.000 Scheidsrechter: Herbert Fandel (GER) |
| 2 juni 2001 «onderlinge duels» 19:00 (UTC+4) | Kovtoen 25' | Verslag | 32' Mijatović | Olympisch Stadion Loezjniki, Moskou Toeschouwers: 65.000 Scheidsrechter: Herbert Fandel (GER) |

|                                              |                         |         |           |                                                                                       |
| 2 juni 2001 «onderlinge duels» 20:15 (UTC+2) | Slovenië                | 2 – 0   | Luxemburg | Bežigradstadion, Ljubljana Toeschouwers: 4.500 Scheidsrechter: Bernhard Brugger (AUT) |
| 2 juni 2001 «onderlinge duels» 20:15 (UTC+2) | Zahovič 34', 65' (pen.) | Verslag |           | Bežigradstadion, Ljubljana Toeschouwers: 4.500 Scheidsrechter: Bernhard Brugger (AUT) |

|                                              |         |         |             |                                                                               |
| 2 juni 2001 «onderlinge duels» 19:15 (UTC+1) | Faeröer | 0 – 1   | Zwitserland | Svangaskarð, Toftir Toeschouwers: 3.500 Scheidsrechter: Dougie McDonald (SCO) |
| 2 juni 2001 «onderlinge duels» 19:15 (UTC+1) |         | Verslag | 81' Frei    | Svangaskarð, Toftir Toeschouwers: 3.500 Scheidsrechter: Dougie McDonald (SCO) |

|                                              |               |         |                          |                                                                                       |
| 6 juni 2001 «onderlinge duels» 20:00 (UTC+2) | Luxemburg     | 1 – 2   | Rusland                  | Stade Josy Barthel, Luxemburg Toeschouwers: 2.000 Scheidsrechter: Jon Skjervold (NOR) |
| 6 juni 2001 «onderlinge duels» 20:00 (UTC+2) | Schneider 49' | Verslag | 16' Alenitsjev 76' Semak | Stade Josy Barthel, Luxemburg Toeschouwers: 2.000 Scheidsrechter: Jon Skjervold (NOR) |

|                                              |             |         |               |                                                                               |
| 6 juni 2001 «onderlinge duels» 20:15 (UTC+2) | Zwitserland | 0 – 1   | Slovenië      | St. Jakob-Park, Bazel Toeschouwers: 26.000 Scheidsrechter: Jacek Granat (POL) |
| 6 juni 2001 «onderlinge duels» 20:15 (UTC+2) |             | Verslag | 82' Cimirotič | St. Jakob-Park, Bazel Toeschouwers: 26.000 Scheidsrechter: Jacek Granat (POL) |

|                                              |         |         |                                                       |                                                                             |
| 6 juni 2001 «onderlinge duels» 18:00 (UTC+1) | Faeröer | 0 – 6   | Joegoslavië                                           | Svangaskarð, Toftir Toeschouwers: 4.150 Scheidsrechter: Jaroslav Jara (CZE) |
| 6 juni 2001 «onderlinge duels» 18:00 (UTC+1) |         | Verslag | 16', 49' Stanković 24', 82', 89' Kežman 63' Milošević | Svangaskarð, Toftir Toeschouwers: 4.150 Scheidsrechter: Jaroslav Jara (CZE) |

|                                                   |                          |         |         |                                                                                                   |
| 15 augustus 2001 «onderlinge duels» 20:15 (UTC+2) | Joegoslavië              | 2 – 0   | Faeröer | Stadion Crvena Zvezda, Belgrado Toeschouwers: 15.437 Scheidsrechter: Jose Joao Mendes Prata (POR) |
| 15 augustus 2001 «onderlinge duels» 20:15 (UTC+2) | Mihajlović 23' Đukić 85' | Verslag |         | Stadion Crvena Zvezda, Belgrado Toeschouwers: 15.437 Scheidsrechter: Jose Joao Mendes Prata (POR) |

|                                                   |                                |         |           |                                                                                  |
| 1 september 2001 «onderlinge duels» 20:15 (UTC+2) | Slovenië                       | 2 – 1   | Rusland   | Bežigradstadion, Ljubljana Toeschouwers: 8.000 Scheidsrechter: Graham Poll (ENG) |
| 1 september 2001 «onderlinge duels» 20:15 (UTC+2) | Osterc 62' Ačimovič 90' (pen.) | Verslag | 72' Titov | Bežigradstadion, Ljubljana Toeschouwers: 8.000 Scheidsrechter: Graham Poll (ENG) |

|                                                   |             |         |                            |                                                                                 |
| 1 september 2001 «onderlinge duels» 20:15 (UTC+2) | Zwitserland | 1 – 2   | Joegoslavië                | St. Jakob-Park, Bazel Toeschouwers: 28.190 Scheidsrechter: Claude Colombo (FRA) |
| 1 september 2001 «onderlinge duels» 20:15 (UTC+2) | Yakin 21'   | Verslag | 35' Milošević 73' Krstajić | St. Jakob-Park, Bazel Toeschouwers: 28.190 Scheidsrechter: Claude Colombo (FRA) |

|                                                   |                 |         |           |                                                                            |
| 1 september 2001 «onderlinge duels» 17:00 (UTC+1) | Faeröer         | 1 – 0   | Luxemburg | Svangaskarð, Toftir Toeschouwers: 1.464 Scheidsrechter: Zeljko Siric (CRO) |
| 1 september 2001 «onderlinge duels» 17:00 (UTC+1) | J.K. Hansen 84' | Verslag |           | Svangaskarð, Toftir Toeschouwers: 1.464 Scheidsrechter: Zeljko Siric (CRO) |

|                                                   |         |         |                                   |                                                                             |
| 5 september 2001 «onderlinge duels» 17:30 (UTC+1) | Faeröer | 0 – 3   | Rusland                           | Tórsvøllur, Tórshavn Toeschouwers: 2.936 Scheidsrechter: Hubert Byrne (IRL) |
| 5 september 2001 «onderlinge duels» 17:30 (UTC+1) |         | Verslag | 19', 29' Bjestsjastnik 88' Shirko | Tórsvøllur, Tórshavn Toeschouwers: 2.936 Scheidsrechter: Hubert Byrne (IRL) |

|                                                   |              |         |               |                                                                                                |
| 5 september 2001 «onderlinge duels» 20:15 (UTC+2) | Joegoslavië  | 1 – 1   | Slovenië      | Partizanstadion, Belgrado Toeschouwers: 22.000 Scheidsrechter: Antonio Jesús López Nieto (ESP) |
| 5 september 2001 «onderlinge duels» 20:15 (UTC+2) | Đorđević 51' | Verslag | 10' Milinovič | Partizanstadion, Belgrado Toeschouwers: 22.000 Scheidsrechter: Antonio Jesús López Nieto (ESP) |

|                                                   |           |         |                              |                                                                                         |
| 5 september 2001 «onderlinge duels» 20:15 (UTC+2) | Luxemburg | 0 – 3   | Zwitserland                  | Stade Josy Barthel, Luxemburg Toeschouwers: 3.858 Scheidsrechter: Sorin Corpodean (ROU) |
| 5 september 2001 «onderlinge duels» 20:15 (UTC+2) |           | Verslag | 12' Frei 58', 84' Türkyilmaz | Stade Josy Barthel, Luxemburg Toeschouwers: 3.858 Scheidsrechter: Sorin Corpodean (ROU) |

|                                                 |                                              |         |             |                                                                                   |
| 6 oktober 2001 «onderlinge duels» 18:00 (UTC+4) | Rusland                                      | 4 – 0   | Zwitserland | Dinamostadion, Moskou Toeschouwers: 22.000 Scheidsrechter: Knud Erik Fisker (DEN) |
| 6 oktober 2001 «onderlinge duels» 18:00 (UTC+4) | Bjestsjastnik 14' (pen.), 19', 38' Titov 83' | Verslag |             | Dinamostadion, Moskou Toeschouwers: 22.000 Scheidsrechter: Knud Erik Fisker (DEN) |

|                                                 |                         |         |         |                                                                                          |
| 6 oktober 2001 «onderlinge duels» 16:00 (UTC+2) | Slovenië                | 3 – 0   | Faeröer | Bežigradstadion, Ljubljana Toeschouwers: 8.500 Scheidsrechter: Georgios Kasnaferis (GRE) |
| 6 oktober 2001 «onderlinge duels» 16:00 (UTC+2) | Čeh 13', 30' Tiganj 82' | Verslag |         | Bežigradstadion, Ljubljana Toeschouwers: 8.500 Scheidsrechter: Georgios Kasnaferis (GRE) |

|                                                 |                                                                |         |                           |                                                                                   |
| 6 oktober 2001 «onderlinge duels» 16:00 (UTC+2) | Joegoslavië                                                    | 6 – 2   | Luxemburg                 | Partizanstadion, Belgrado Toeschouwers: 1.758 Scheidsrechter: Leslie Irvine (NIR) |
| 6 oktober 2001 «onderlinge duels» 16:00 (UTC+2) | Jokanović 19' Mijatović 57' Kežman 61', 71' Milošević 62', 68' | Verslag | 38' Peters 51' Christophe | Partizanstadion, Belgrado Toeschouwers: 1.758 Scheidsrechter: Leslie Irvine (NIR) |

### Groep 2
Na het EK in eigen land, waar Nederland in de halve finale twee strafschoppen miste in de reguliere speeltijd en daarna ook nog de strafschoppenserie van Italië verloor, nam Frank Rijkaard ontslag als coach. Louis van Gaal was zijn opvolger, hij had net ontslag genomen bij Barcelona en had met bijna alle spelers gewerkt bij Ajax en Barcelona. Vlak na de teleurstelling op het EK speelde Nederland tegen Ierland, Dennis Bergkamp en Aaron Winter waren gestopt en er waren negen geblesseerden, waaronder Jaap Stam en Edgar Davids. Ierland kreeg de beste kansen en nam een 0-2 voorsprong dankzij doelpunten van Robbie Keane en Jason McAteer, in de laatste twintig minuten maakte Nederland gelijk via doelpunten van Jeffrey Talan en een afstandschot van Giovanni van Bronckhorst.In de thuiswedstrijd tegen Portugal kwam Nederland snel op een achterstand, Nederland hield in bij een fluitsignaal vanuit het publiek, waarna Sérgio Conceição profiteerde, Pauleta besliste de wedstrijd al voor de tweede helft: 0-2. In de return tegen Portugal herpakte Nederland zich, had weer een voltallige selectie en nam een 0-2 voorsprong via een benutte strafschop van Jimmy Floyd Hasselbaink en een kopgoal van Patrick Kluivert. In de slotfase gaf Nederland de wedstrijd alsnog uit handen door doelpunten van Pauleta en een benutte strafschop van Luis Figo. Nederland moest nu alle wedstrijden winnen om de eindronde te halen.
In de uitwedstrijd tegen Estland stond Nederland zeven minuten voor tijd met 2-1 achter, maar wist alsnog de wedstrijd naar zich toe te trekken: 2-4. De uitwedstrijd tegen Ierland was nu beslissend, Nederland miste Edgar Davids, en Frank de Boer die geschorst waren vanwege het gebruik van nandrolon. Nederland miste grote kansen via Patrick Kluivert en Ruud van Nistelrooij, maar onder aanvoering van aanvoerder Roy Keane rechtte het veel minder getalenteerde Ierland de rug, zeker na de rode kaart van Gary Kelly en in de 68e minuut scoorde Jason McAteer de winnende treffer. Nederland plaatste zich voor de eerste keer sinds 1986 niet voor een internationaal toernooi. Louis van Gaal nam afscheid na een emotionele persconferentie, waarbij met name de spelers en de pers de schuld kregen van het falen.
Ierland en Portugal streden om de eerste plaats in de groep, de onderlinge wedstrijden eindigden in een 1-1 gelijkspel. De beslissing kwam, doordat Portugal meer doelpunten scoorde tegen de overige landen. Ierland moest een intercontinentale play-off spelen tegen Iran.
| Nr. | Land      | GW | W | G | V  | DV | DT | DS  | Ptn | Resultaat                              |
| --- | --------- | -- | - | - | -- | -- | -- | --- | --- | -------------------------------------- |
| 1   | Portugal  | 10 | 7 | 3 | 0  | 33 | 7  | +26 | 24  | Gekwalificeerd voor het hoofdtoernooi. |
| 2   | Ierland   | 10 | 7 | 3 | 0  | 23 | 5  | +18 | 24  | Intercontinentale play-off             |
| 3   | Nederland | 10 | 6 | 2 | 2  | 30 | 9  | +21 | 20  |                                        |
| 4   | Estland   | 10 | 2 | 2 | 6  | 10 | 26 | –16 | 8   |                                        |
| 5   | Cyprus    | 10 | 2 | 2 | 6  | 13 | 31 | –18 | 8   |                                        |
| 6   | Andorra   | 10 | 0 | 0 | 10 | 5  | 36 | –31 | 0   |                                        |

|                                                   |                 |         |         |                                                                                |
| 16 augustus 2000 «onderlinge duels» 18:00 (UTC+3) | Estland         | 1 – 0   | Andorra | Kadriorustadion, Tallinn Toeschouwers: 1.600 Scheidsrechter: Zoran Arsić (SCG) |
| 16 augustus 2000 «onderlinge duels» 18:00 (UTC+3) | Reim 66' (pen.) | Verslag |         | Kadriorustadion, Tallinn Toeschouwers: 1.600 Scheidsrechter: Zoran Arsić (SCG) |

|                                                   |                          |         |                                               |                                                                                         |
| 2 september 2000 «onderlinge duels» 17:30 (UTC+2) | Andorra                  | 2 – 3   | Cyprus                                        | Estadi Comunal, Andorra la Vella Toeschouwers: 600 Scheidsrechter: Ihor Yaremchuk (UKR) |
| 2 september 2000 «onderlinge duels» 17:30 (UTC+2) | González 45' I. Lima 52' | Verslag | 25' (pen.), 90' Konstantinou 77' Agathokleous | Estadi Comunal, Andorra la Vella Toeschouwers: 600 Scheidsrechter: Ihor Yaremchuk (UKR) |

|                                                   |                               |         |                       |                                                                                    |
| 2 september 2000 «onderlinge duels» 20:30 (UTC+2) | Nederland                     | 2 – 2   | Ierland               | Amsterdam Arena, Amsterdam Toeschouwers: 45.000 Scheidsrechter: Ľuboš Micheľ (SVK) |
| 2 september 2000 «onderlinge duels» 20:30 (UTC+2) | Talan 71' van Bronckhorst 84' | Verslag | 21' Keane 65' McAteer | Amsterdam Arena, Amsterdam Toeschouwers: 45.000 Scheidsrechter: Ľuboš Micheľ (SVK) |

|                                                   |          |         |                                     |                                                                                  |
| 3 september 2000 «onderlinge duels» 17:00 (UTC+3) | Estland  | 1 – 3   | Portugal                            | Kadriorustadion, Tallinn Toeschouwers: 4.700 Scheidsrechter: Charles Agius (MLT) |
| 3 september 2000 «onderlinge duels» 17:00 (UTC+3) | Oper 83' | Verslag | 15' Rui Costa 49' Figo 57' Sá Pinto | Kadriorustadion, Tallinn Toeschouwers: 4.700 Scheidsrechter: Charles Agius (MLT) |

|                                                 |                   |         |                   |                                                                                     |
| 7 oktober 2000 «onderlinge duels» 16:00 (UTC+2) | Andorra           | 1 – 2   | Estland           | Estadi Comunal, Andorra la Vella Toeschouwers: 650 Scheidsrechter: Dani Koren (ISR) |
| 7 oktober 2000 «onderlinge duels» 16:00 (UTC+2) | Ruiz 90+1' (pen.) | Verslag | 55' Reim 65' Oper | Estadi Comunal, Andorra la Vella Toeschouwers: 650 Scheidsrechter: Dani Koren (ISR) |

|                                                 |        |         |                                            |                                                                                 |
| 7 oktober 2000 «onderlinge duels» 20:30 (UTC+3) | Cyprus | 0 – 4   | Nederland                                  | GSP-stadion, Nicosia Toeschouwers: 10.250 Scheidsrechter: Graziano Cesari (ITA) |
| 7 oktober 2000 «onderlinge duels» 20:30 (UTC+3) |        | Verslag | 69', 78' Seedorf 82' Overmars 90' Kluivert | GSP-stadion, Nicosia Toeschouwers: 10.250 Scheidsrechter: Graziano Cesari (ITA) |

|                                                 |               |         |             |                                                                                   |
| 7 oktober 2000 «onderlinge duels» 21:00 (UTC+1) | Portugal      | 1 – 1   | Ierland     | Estádio da Luz, Lissabon Toeschouwers: 43.500 Scheidsrechter: Atanas Uzunov (BUL) |
| 7 oktober 2000 «onderlinge duels» 21:00 (UTC+1) | Conceição 57' | Verslag | 73' Holland | Estádio da Luz, Lissabon Toeschouwers: 43.500 Scheidsrechter: Atanas Uzunov (BUL) |

|                                                  |                        |         |         |                                                                               |
| 11 oktober 2000 «onderlinge duels» 19:30 (UTC+1) | Ierland                | 2 – 0   | Estland | Lansdowne Road, Dublin Toeschouwers: 34.962 Scheidsrechter: Terje Hauge (NOR) |
| 11 oktober 2000 «onderlinge duels» 19:30 (UTC+1) | Kinsella 25' Dunne 51' | Verslag |         | Lansdowne Road, Dublin Toeschouwers: 34.962 Scheidsrechter: Terje Hauge (NOR) |

|                                                  |           |         |                           |                                                                           |
| 11 oktober 2000 «onderlinge duels» 20:30 (UTC+2) | Nederland | 0 – 2   | Portugal                  | De Kuip, Rotterdam Toeschouwers: 44.620 Scheidsrechter: Graham Poll (ENG) |
| 11 oktober 2000 «onderlinge duels» 20:30 (UTC+2) |           | Verslag | 11' Conceição 44' Pauleta | De Kuip, Rotterdam Toeschouwers: 44.620 Scheidsrechter: Graham Poll (ENG) |

|                                                   |                                                                        |         |         |                                                                                 |
| 15 november 2000 «onderlinge duels» 19:00 (UTC+3) | Cyprus                                                                 | 5 – 0   | Andorra | Tsirionstadion, Limasol Toeschouwers: 1.193 Scheidsrechter: Sten Johanzon (SWE) |
| 15 november 2000 «onderlinge duels» 19:00 (UTC+3) | Okkas 10', 18' Agathokleous 43' Christodoulou 73' Špoljarić 90' (pen.) | Verslag |         | Tsirionstadion, Limasol Toeschouwers: 1.193 Scheidsrechter: Sten Johanzon (SWE) |

|                                                   |                          |         |         |                                                                                        |
| 28 februari 2001 «onderlinge duels» 21:00 (UTC+1) | Portugal                 | 3 – 0   | Andorra | Estádio dos Barreiros, Funchal Toeschouwers: 9.000 Scheidsrechter: Paul Allaerts (BEL) |
| 28 februari 2001 «onderlinge duels» 21:00 (UTC+1) | Figo 1', 49' Pauleta 36' | Verslag |         | Estádio dos Barreiros, Funchal Toeschouwers: 9.000 Scheidsrechter: Paul Allaerts (BEL) |

|                                                |        |         |                                              |                                                                                   |
| 24 maart 2001 «onderlinge duels» 20:00 (UTC+3) | Cyprus | 0 – 4   | Ierland                                      | GSP-stadion, Nicosia Toeschouwers: 8.854 Scheidsrechter: Frank De Bleeckere (BEL) |
| 24 maart 2001 «onderlinge duels» 20:00 (UTC+3) |        | Verslag | 32', 88' Keane 42' (pen.) Harte 80' G. Kelly | GSP-stadion, Nicosia Toeschouwers: 8.854 Scheidsrechter: Frank De Bleeckere (BEL) |

|                                                |         |         |                                                                   |                                                                                |
| 24 maart 2001 «onderlinge duels» 20:30 (UTC+1) | Andorra | 0 – 5   | Nederland                                                         | Mini Estadi, Barcelona Toeschouwers: 3.823 Scheidsrechter: Edo Trivković (CRO) |
| 24 maart 2001 «onderlinge duels» 20:30 (UTC+1) |         | Verslag | 9' Kluivert 36' Hasselbaink 61', 70' Van Hooijdonk 84' Van Bommel | Mini Estadi, Barcelona Toeschouwers: 3.823 Scheidsrechter: Edo Trivković (CRO) |

|                                                |         |         |                                          |                                                                                 |
| 28 maart 2001 «onderlinge duels» 18:30 (UTC+1) | Andorra | 0 – 3   | Ierland                                  | Mini Estadi, Barcelona Toeschouwers: 5.000 Scheidsrechter: Ihor Ishchenko (UKR) |
| 28 maart 2001 «onderlinge duels» 18:30 (UTC+1) |         | Verslag | 33' (pen.) Harte 76' Kilbane 80' Holland | Mini Estadi, Barcelona Toeschouwers: 5.000 Scheidsrechter: Ihor Ishchenko (UKR) |

|                                                |                            |         |                         |                                                                                   |
| 28 maart 2001 «onderlinge duels» 19:00 (UTC+3) | Cyprus                     | 2 – 2   | Estland                 | Tsirionstadion, Limasol Toeschouwers: 3.000 Scheidsrechter: Tomasz Mikulski (POL) |
| 28 maart 2001 «onderlinge duels» 19:00 (UTC+3) | Konstantinou 47' Okkas 64' | Verslag | 76' Kristal 78' Piiroja | Tsirionstadion, Limasol Toeschouwers: 3.000 Scheidsrechter: Tomasz Mikulski (POL) |

|                                                |                               |         |                                     |                                                                               |
| 28 maart 2001 «onderlinge duels» 21:00 (UTC+1) | Portugal                      | 2 – 2   | Nederland                           | Estádio das Antas, Porto Toeschouwers: 42.164 Scheidsrechter: Urs Meier (SUI) |
| 28 maart 2001 «onderlinge duels» 21:00 (UTC+1) | Pauleta 83' Figo 90+1' (pen.) | Verslag | 18' (pen.) Hasselbaink 48' Kluivert | Estádio das Antas, Porto Toeschouwers: 42.164 Scheidsrechter: Urs Meier (SUI) |

|                                                |                                    |         |          |                                                                                      |
| 25 april 2001 «onderlinge duels» 19:00 (UTC+1) | Ierland                            | 3 – 1   | Andorra  | Lansdowne Road, Dublin Toeschouwers: 35.000 Scheidsrechter: Kristinn Jakobsson (ICE) |
| 25 april 2001 «onderlinge duels» 19:00 (UTC+1) | Kilbane 33' Kinsella 36' Breen 73' | Verslag | 31' Lima | Lansdowne Road, Dublin Toeschouwers: 35.000 Scheidsrechter: Kristinn Jakobsson (ICE) |

|                                                |                                                               |         |        |                                                                                     |
| 25 april 2001 «onderlinge duels» 20:30 (UTC+2) | Nederland                                                     | 4 – 0   | Cyprus | Philips Stadion, Eindhoven Toeschouwers: 31.000 Scheidsrechter: Yuri Baskakov (RUS) |
| 25 april 2001 «onderlinge duels» 20:30 (UTC+2) | Hasselbaink 29' Overmars 35' Kluivert 44' Van Nistelrooij 81' | Verslag |        | Philips Stadion, Eindhoven Toeschouwers: 31.000 Scheidsrechter: Yuri Baskakov (RUS) |

|                                              |           |         |          |                                                                                    |
| 2 juni 2001 «onderlinge duels» 15:00 (UTC+1) | Ierland   | 1 – 1   | Portugal | Lansdowne Road, Dublin Toeschouwers: 35.000 Scheidsrechter: Knud Erik Fisker (DEN) |
| 2 juni 2001 «onderlinge duels» 15:00 (UTC+1) | Keane 68' | Verslag | 78' Figo | Lansdowne Road, Dublin Toeschouwers: 35.000 Scheidsrechter: Knud Erik Fisker (DEN) |

|                                              |                       |         |                                                          |                                                                                  |
| 2 juni 2001 «onderlinge duels» 15:00 (UTC+3) | Estland               | 2 – 4   | Nederland                                                | A. Le Coq Arena, Tallinn Toeschouwers: 9.323 Scheidsrechter: Ceri Richards (WAL) |
| 2 juni 2001 «onderlinge duels» 15:00 (UTC+3) | Oper 65' Zelinski 76' | Verslag | 68' (e.d.) Piiroja 83', 90' Van Nistelrooij 90' Kluivert | A. Le Coq Arena, Tallinn Toeschouwers: 9.323 Scheidsrechter: Ceri Richards (WAL) |

|                                              |         |         |                      |                                                                                   |
| 6 juni 2001 «onderlinge duels» 18:00 (UTC+3) | Estland | 0 – 2   | Ierland              | A. Le Coq Arena, Tallinn Toeschouwers: 8.000 Scheidsrechter: Marian Salomir (ROU) |
| 6 juni 2001 «onderlinge duels» 18:00 (UTC+3) |         | Verslag | 8' Dunne 38' Holland | A. Le Coq Arena, Tallinn Toeschouwers: 8.000 Scheidsrechter: Marian Salomir (ROU) |

|                                              |                                                       |         |        |                                                                                           |
| 6 juni 2001 «onderlinge duels» 21:00 (UTC+1) | Portugal                                              | 6 – 0   | Cyprus | Estádio José Alvalade, Lissabon Toeschouwers: 34.500 Scheidsrechter: Stefano Farina (ITA) |
| 6 juni 2001 «onderlinge duels» 21:00 (UTC+1) | Pauleta 36', 70' Barbosa 55', 60' João Pinto 76', 81' | Verslag |        | Estádio José Alvalade, Lissabon Toeschouwers: 34.500 Scheidsrechter: Stefano Farina (ITA) |

|                                                   |                          |         |                       |                                                                                |
| 15 augustus 2001 «onderlinge duels» 21:00 (UTC+3) | Estland                  | 2 – 2   | Cyprus                | A. Le Coq Arena, Tallinn Toeschouwers: 5.000 Scheidsrechter: Oleg Chikun (BLR) |
| 15 augustus 2001 «onderlinge duels» 21:00 (UTC+3) | Zelinski 51' Novikov 86' | Verslag | 39', 69' Konstantinou | A. Le Coq Arena, Tallinn Toeschouwers: 5.000 Scheidsrechter: Oleg Chikun (BLR) |

|                                                   |             |         |           |                                                                                |
| 1 september 2001 «onderlinge duels» 15:00 (UTC+1) | Ierland     | 1 – 0   | Nederland | Lansdowne Road, Dublin Toeschouwers: 35.400 Scheidsrechter: Hellmut Krug (GER) |
| 1 september 2001 «onderlinge duels» 15:00 (UTC+1) | McAteer 68' | Verslag |           | Lansdowne Road, Dublin Toeschouwers: 35.400 Scheidsrechter: Hellmut Krug (GER) |

|                                                   |           |         |                                                                       |                                                                              |
| 1 september 2001 «onderlinge duels» 22:00 (UTC+2) | Andorra   | 1 – 7   | Portugal                                                              | Camp d'Esports, Lleida Toeschouwers: 4.876 Scheidsrechter: Terje Hauge (NOR) |
| 1 september 2001 «onderlinge duels» 22:00 (UTC+2) | Jonas 42' | Verslag | 36', 40', 45', 90' Nuno Gomes 39' Pauleta 45' Rui Jorge 58' Conceição | Camp d'Esports, Lleida Toeschouwers: 4.876 Scheidsrechter: Terje Hauge (NOR) |

|                                                   |                                                             |         |         |                                                                                      |
| 5 september 2001 «onderlinge duels» 20:30 (UTC+2) | Nederland                                                   | 5 – 0   | Estland | Philips Stadion, Eindhoven Toeschouwers: 28.500 Scheidsrechter: Kyros Vassaras (GRE) |
| 5 september 2001 «onderlinge duels» 20:30 (UTC+2) | Zenden 16' Van Bommel 26', 39' Cocu 32' Van Nistelrooij 43' | Verslag |         | Philips Stadion, Eindhoven Toeschouwers: 28.500 Scheidsrechter: Kyros Vassaras (GRE) |

|                                                   |                  |         |                                          |                                                                                                  |
| 5 september 2001 «onderlinge duels» 20:30 (UTC+3) | Cyprus           | 1 – 3   | Portugal                                 | Antonis Papadopoulosstadion, Larnaca Toeschouwers: 2.878 Scheidsrechter: Karl-Erik Nilsson (SWE) |
| 5 september 2001 «onderlinge duels» 20:30 (UTC+3) | Konstantinou 25' | Verslag | 48' Nuno Gomes 64' Pauleta 71' Conceição | Antonis Papadopoulosstadion, Larnaca Toeschouwers: 2.878 Scheidsrechter: Karl-Erik Nilsson (SWE) |

|                                                 |                                                         |         |         |                                                                                     |
| 6 oktober 2001 «onderlinge duels» 18:00 (UTC+1) | Portugal                                                | 5 – 0   | Estland | Estádio da Luz, Lissabon Toeschouwers: 77.000 Scheidsrechter: Hartmut Strampe (GER) |
| 6 oktober 2001 «onderlinge duels» 18:00 (UTC+1) | João Pinto 30' Nuno Gomes 50', 65' Pauleta 59' Figo 80' | Verslag |         | Estádio da Luz, Lissabon Toeschouwers: 77.000 Scheidsrechter: Hartmut Strampe (GER) |

|                                                 |                                           |         |        |                                                                                        |
| 6 oktober 2001 «onderlinge duels» 18:00 (UTC+1) | Ierland                                   | 4 – 0   | Cyprus | Lansdowne Road, Dublin Toeschouwers: 35.000 Scheidsrechter: Juan Ansuátegui Roca (ESP) |
| 6 oktober 2001 «onderlinge duels» 18:00 (UTC+1) | Harte 3' Quinn 11' Connolly 63' Keane 67' | Verslag |        | Lansdowne Road, Dublin Toeschouwers: 35.000 Scheidsrechter: Juan Ansuátegui Roca (ESP) |

|                                                 |                                                              |         |         |                                                                            |
| 6 oktober 2001 «onderlinge duels» 20:30 (UTC+2) | Nederland                                                    | 4 – 0   | Andorra | GelreDome, Arnhem Toeschouwers: 20.000 Scheidsrechter: Orhan Erdemir (TUR) |
| 6 oktober 2001 «onderlinge duels» 20:30 (UTC+2) | Van Hooijdonk 3' (pen.) Seedorf 45' Van Nistelrooij 53', 89' | Verslag |         | GelreDome, Arnhem Toeschouwers: 20.000 Scheidsrechter: Orhan Erdemir (TUR) |

### Groep 3
Tsjechië was het eerste, geplaatste land in groep 3 vanwege recente goede prestaties in de kwalificatieronde voor het EK. Het team had een sterke lichting met veel voetballers, spelend voor vooraanstaande topclubs zoals Jan Koller, Karel Poborský en Pavel Nedvěd. Na de zevende speeldag stond Denemarken bovenaan vanwege een 2-1 overwinning op Tsjechië dankzij een doelpunt van de bij Feyenoord spelende Jon Dahl Tomasson en had het een punt voorsprong op Tsjechië en Bulgarije, dat afscheid genomen had van de generatie Hristo Stoichkov. Zijn opvolger was Dimitar Berbatov, die vijf doelpunten maakte tijdens de kwalificatie.
Op de achtste speeldag nam Bulgarije de leiding in de groep over. Bulgarije won met 0-2 van Malta dankzij twee doelpunten van Berbatov, terwijl Denemarken thuis gelijkspeelde tegen Noord-Ierland en Tsjechië met 3-1 verloor van IJsland. In de negende speeldag waren de rollen weer omgedraaid: Bulgarije verloor in eigen huis met 0-2 van Denemarken dankzij twee treffers van Thomasson, Denemarken had nu twee punten voorsprong op Tsjechië en Bulgarije. Denemarken stelde kwalificatie zeker via een duidelijke 6-0 overwinning op IJsland. Het was het eerste succes voor coach en oud-international Morten Olsen na zijn ontslag bij Ajax. Tsjechië had ook geen problemen Bulgarije van zich af te schudden en won met 6-0. Tsjechië moest nu een play-offwedstrijd spelen tegen België.
| Nr. | Land          | GW | W | G | V | DV | DT | DS  | Ptn | Resultaat                              |
| --- | ------------- | -- | - | - | - | -- | -- | --- | --- | -------------------------------------- |
| 1   | Denemarken    | 10 | 6 | 4 | 0 | 22 | 6  | +16 | 22  | Gekwalificeerd voor het hoofdtoernooi. |
| 2   | Tsjechië      | 10 | 6 | 2 | 2 | 20 | 8  | +12 | 20  | Play-off                               |
| 3   | Bulgarije     | 10 | 5 | 2 | 3 | 14 | 15 | –1  | 17  |                                        |
| 4   | IJsland       | 10 | 4 | 1 | 5 | 14 | 20 | –6  | 13  |                                        |
| 5   | Noord-Ierland | 10 | 3 | 2 | 5 | 11 | 12 | –1  | 11  |                                        |
| 6   | Malta         | 10 | 0 | 1 | 9 | 4  | 24 | –20 | 1   |                                        |

|                                           |                   |         |                           |                                                                                    |
| 2 september 2000 «onderlinge duels» 18:00 | IJsland           | 1 – 2   | Denemarken                | Laugardalsvöllur, Reykjavik Toeschouwers: 7.017 Scheidsrechter: Stéphane Bré (FRA) |
| 2 september 2000 «onderlinge duels» 18:00 | E. Sverrisson 12' | Verslag | 26' Tomasson 48' Bisgaard | Laugardalsvöllur, Reykjavik Toeschouwers: 7.017 Scheidsrechter: Stéphane Bré (FRA) |

|                                           |           |         |                     |                                                                                               |
| 2 september 2000 «onderlinge duels» 19:00 | Bulgarije | 0 – 1   | Tsjechië            | Georgi Asparuhovstadion, Sofia Toeschouwers: 8.000 Scheidsrechter: Juan Fernández Marín (ESP) |
| 2 september 2000 «onderlinge duels» 19:00 |           | Verslag | 73' (pen.) Poborský | Georgi Asparuhovstadion, Sofia Toeschouwers: 8.000 Scheidsrechter: Juan Fernández Marín (ESP) |

|                                           |               |         |       |                                                                                |
| 2 september 2000 «onderlinge duels» 15:00 | Noord-Ierland | 1 – 0   | Malta | Windsor Park, Belfast Toeschouwers: 8.227 Scheidsrechter: Taras Bezubiak (RUS) |
| 2 september 2000 «onderlinge duels» 15:00 | Gray 70'      | Verslag |       | Windsor Park, Belfast Toeschouwers: 8.227 Scheidsrechter: Taras Bezubiak (RUS) |

|                                         |               |         |               |                                                                                     |
| 7 oktober 2000 «onderlinge duels» 15:00 | Noord-Ierland | 1 – 1   | Denemarken    | Windsor Park, Belfast Toeschouwers: 11.823 Scheidsrechter: Vítor Melo Pereira (POR) |
| 7 oktober 2000 «onderlinge duels» 15:00 | Healy 38'     | Verslag | 59' Rommedahl | Windsor Park, Belfast Toeschouwers: 11.823 Scheidsrechter: Vítor Melo Pereira (POR) |

|                                         |                                 |         |         |                                                                                 |
| 7 oktober 2000 «onderlinge duels» 17:00 | Tsjechië                        | 4 – 0   | IJsland | Na Stínadlech, Teplice Toeschouwers: 9.843 Scheidsrechter: Kyros Vassaras (GRE) |
| 7 oktober 2000 «onderlinge duels» 17:00 | Koller 17', 40' Nedvěd 44', 90' | Verslag |         | Na Stínadlech, Teplice Toeschouwers: 9.843 Scheidsrechter: Kyros Vassaras (GRE) |

|                                         |                                   |         |       |                                                                                        |
| 7 oktober 2000 «onderlinge duels» 18:30 | Bulgarije                         | 3 – 0   | Malta | Georgi Asparuhovstadion, Sofia Toeschouwers: 3.000 Scheidsrechter: Džemal Čalija (BOS) |
| 7 oktober 2000 «onderlinge duels» 18:30 | G. Ivanov 40', 65' S. Todorov 90' | Verslag |       | Georgi Asparuhovstadion, Sofia Toeschouwers: 3.000 Scheidsrechter: Džemal Čalija (BOS) |

|                                          |            |         |              |                                                                           |
| 11 oktober 2000 «onderlinge duels» 19:15 | Denemarken | 1 – 1   | Bulgarije    | Parken, Kopenhagen Toeschouwers: 39.847 Scheidsrechter: Oğuz Sarvan (TUR) |
| 11 oktober 2000 «onderlinge duels» 19:15 | Sand 72'   | Verslag | 83' Berbatov | Parken, Kopenhagen Toeschouwers: 39.847 Scheidsrechter: Oğuz Sarvan (TUR) |

|                                          |         |       |          |                                                                                |
| 11 oktober 2000 «onderlinge duels» 18:00 | Malta   | 0 – 0 | Tsjechië | Ta' Qalistadion, Ta' Qali Toeschouwers: 582 Scheidsrechter: Željko Širić (CRO) |
| 11 oktober 2000 «onderlinge duels» 18:00 | Verslag |       |          | Ta' Qalistadion, Ta' Qali Toeschouwers: 582 Scheidsrechter: Željko Širić (CRO) |

|                                          |                    |         |               |                                                                                   |
| 11 oktober 2000 «onderlinge duels» 19:30 | IJsland            | 1 – 0   | Noord-Ierland | Laugardalsvöllur, Reykjavik Toeschouwers: 6.780 Scheidsrechter: Markus Merk (GER) |
| 11 oktober 2000 «onderlinge duels» 19:30 | Th. Guðjónsson 89' | Verslag |               | Laugardalsvöllur, Reykjavik Toeschouwers: 6.780 Scheidsrechter: Markus Merk (GER) |

|                                        |       |         |                                             |                                                                                |
| 24 maart 2001 «onderlinge duels» 20:00 | Malta | 0 – 5   | Denemarken                                  | Ta' Qalistadion, Ta' Qali Toeschouwers: 784 Scheidsrechter: Mike McCurry (SCO) |
| 24 maart 2001 «onderlinge duels» 20:00 |       | Verslag | 8', 63', 79' Sand 51' Heintze 76' C. Jensen | Ta' Qalistadion, Ta' Qali Toeschouwers: 784 Scheidsrechter: Mike McCurry (SCO) |

|                                        |               |         |            |                                                                                         |
| 24 maart 2001 «onderlinge duels» 15:00 | Noord-Ierland | 0 – 1   | Tsjechië   | Windsor Park, Belfast Toeschouwers: 10.368 Scheidsrechter: Manuel Mejuto González (ESP) |
| 24 maart 2001 «onderlinge duels» 15:00 |               | Verslag | 12' Nedvěd | Windsor Park, Belfast Toeschouwers: 10.368 Scheidsrechter: Manuel Mejuto González (ESP) |

|                                        |                           |         |                 |                                                                                      |
| 24 maart 2001 «onderlinge duels» 18:00 | Bulgarije                 | 2 – 1   | IJsland         | Balgarska Armijastadion, Sofia Toeschouwers: 14.500 Scheidsrechter: Mike Riley (ENG) |
| 24 maart 2001 «onderlinge duels» 18:00 | Chomakov 36' Berbatov 79' | Verslag | 25' Hreiðarsson | Balgarska Armijastadion, Sofia Toeschouwers: 14.500 Scheidsrechter: Mike Riley (ENG) |

|                                        |          |       |            |                                                                               |
| 28 maart 2001 «onderlinge duels» 20:30 | Tsjechië | 0 – 0 | Denemarken | Stadion Letná, Praag Toeschouwers: 16.354 Scheidsrechter: Graham Barber (ENG) |
| 28 maart 2001 «onderlinge duels» 20:30 | Verslag  |       |            | Stadion Letná, Praag Toeschouwers: 16.354 Scheidsrechter: Graham Barber (ENG) |

|                                        |                                                |         |                                           |                                                                                           |
| 28 maart 2001 «onderlinge duels» 18:00 | Bulgarije                                      | 4 – 3   | Noord-Ierland                             | Balgarska Armijastadion, Sofia Toeschouwers: 15.600 Scheidsrechter: Vladimír Hriňák (SVK) |
| 28 maart 2001 «onderlinge duels» 18:00 | Balakov 7' (pen.) Petrov 17', 78' Chomakov 72' | Verslag | 15' Williams 84' Elliott 90' (pen.) Healy | Balgarska Armijastadion, Sofia Toeschouwers: 15.600 Scheidsrechter: Vladimír Hriňák (SVK) |

|                                        |            |         |                                                                            |                                                                                      |
| 25 april 2001 «onderlinge duels» 19:00 | Malta      | 1 – 4   | IJsland                                                                    | Ta' Qalistadion, Ta' Qali Toeschouwers: 2.800 Scheidsrechter: Constantin Zotta (ROU) |
| 25 april 2001 «onderlinge duels» 19:00 | Mifsud 14' | Verslag | 42' T. Guðmundsson 44' He. Sigurdsson 81' E. Guðjohnsen 90' Th. Guðjónsson | Ta' Qalistadion, Ta' Qali Toeschouwers: 2.800 Scheidsrechter: Constantin Zotta (ROU) |

|                                      |                      |         |          |                                                                           |
| 2 juni 2001 «onderlinge duels» 19:15 | Denemarken           | 2 – 1   | Tsjechië | Parken, Kopenhagen Toeschouwers: 41.669 Scheidsrechter: Markus Merk (GER) |
| 2 juni 2001 «onderlinge duels» 19:15 | Sand 6' Tomasson 82' | Verslag | 40' Týce | Parken, Kopenhagen Toeschouwers: 41.669 Scheidsrechter: Markus Merk (GER) |

|                                      |               |         |               |                                                                                 |
| 2 juni 2001 «onderlinge duels» 15:00 | Noord-Ierland | 0 – 1   | Bulgarije     | Windsor Park, Belfast Toeschouwers: 7.609 Scheidsrechter: Massimo Busacca (SUI) |
| 2 juni 2001 «onderlinge duels» 15:00 |               | Verslag | 52' G. Ivanov | Windsor Park, Belfast Toeschouwers: 7.609 Scheidsrechter: Massimo Busacca (SUI) |

|                                      |                                                 |         |       |                                                                                     |
| 2 juni 2001 «onderlinge duels» 16:00 | IJsland                                         | 3 – 0   | Malta | Laugardalsvöllur, Reykjavik Toeschouwers: 3.554 Scheidsrechter: Romāns Lajuks (LAT) |
| 2 juni 2001 «onderlinge duels» 16:00 | T. Guðmundsson 7' Daðason 38' E. Guðjohnsen 68' | Verslag |       | Laugardalsvöllur, Reykjavik Toeschouwers: 3.554 Scheidsrechter: Romāns Lajuks (LAT) |

|                                      |               |         |           |                                                                              |
| 6 juni 2001 «onderlinge duels» 19:15 | Denemarken    | 2 – 1   | Malta     | Parken, Kopenhagen Toeschouwers: 38.499 Scheidsrechter: Sergey Shmolik (BLR) |
| 6 juni 2001 «onderlinge duels» 19:15 | Sand 43', 83' | Verslag | 8' Mallia | Parken, Kopenhagen Toeschouwers: 38.499 Scheidsrechter: Sergey Shmolik (BLR) |

|                                      |                         |         |               |                                                                                |
| 6 juni 2001 «onderlinge duels» 17:00 | Tsjechië                | 3 – 1   | Noord-Ierland | Na Stínadlech, Teplice Toeschouwers: 14.050 Scheidsrechter: Leif Sundell (SWE) |
| 6 juni 2001 «onderlinge duels» 17:00 | Kuka 40', 88' Baroš 90' | Verslag | 45' Mulryne   | Na Stínadlech, Teplice Toeschouwers: 14.050 Scheidsrechter: Leif Sundell (SWE) |

|                                      |             |         |              |                                                                                        |
| 6 juni 2001 «onderlinge duels» 18:00 | IJsland     | 1 – 1   | Bulgarije    | Laugardalsvöllur, Reykjavik Toeschouwers: 4.316 Scheidsrechter: Dermot Gallagher (ENG) |
| 6 juni 2001 «onderlinge duels» 18:00 | Daðason 43' | Verslag | 81' Berbatov | Laugardalsvöllur, Reykjavik Toeschouwers: 4.316 Scheidsrechter: Dermot Gallagher (ENG) |

|                                           |              |         |               |                                                                              |
| 1 september 2001 «onderlinge duels» 19:15 | Denemarken   | 1 – 1   | Noord-Ierland | Parken, Kopenhagen Toeschouwers: 41.500 Scheidsrechter: Ryszard Wójcik (POL) |
| 1 september 2001 «onderlinge duels» 19:15 | Rommedahl 3' | Verslag | 73' Mulryne   | Parken, Kopenhagen Toeschouwers: 41.500 Scheidsrechter: Ryszard Wójcik (POL) |

|                                           |                                           |         |                 |                                                                                        |
| 1 september 2001 «onderlinge duels» 14:00 | IJsland                                   | 3 – 1   | Tsjechië        | Laugardalsvöllur, Reykjavik Toeschouwers: 6.011 Scheidsrechter: Domenico Messina (ITA) |
| 1 september 2001 «onderlinge duels» 14:00 | E. Sverrisson 45', 77' A. Sigthórsson 66' | Verslag | 88' Jankulovski | Laugardalsvöllur, Reykjavik Toeschouwers: 6.011 Scheidsrechter: Domenico Messina (ITA) |

|                                           |       |         |                   |                                                                                   |
| 1 september 2001 «onderlinge duels» 20:00 | Malta | 0 – 2   | Bulgarije         | Ta' Qalistadion, Ta' Qali Toeschouwers: 409 Scheidsrechter: Hartmut Strampe (GER) |
| 1 september 2001 «onderlinge duels» 20:00 |       | Verslag | 74', 80' Berbatov | Ta' Qalistadion, Ta' Qali Toeschouwers: 409 Scheidsrechter: Hartmut Strampe (GER) |

|                                           |           |         |                     |                                                                                        |
| 5 september 2001 «onderlinge duels» 20:00 | Bulgarije | 0 – 2   | Denemarken          | Balgarska Armijastadion, Sofia Toeschouwers: 20.000 Scheidsrechter: Jan Wegereef (NED) |
| 5 september 2001 «onderlinge duels» 20:00 |           | Verslag | 47', 90+1' Tomasson | Balgarska Armijastadion, Sofia Toeschouwers: 20.000 Scheidsrechter: Jan Wegereef (NED) |

|                                           |                                       |         |                                  |                                                                                  |
| 5 september 2001 «onderlinge duels» 17:00 | Tsjechië                              | 3 – 2   | Malta                            | Na Stínadlech, Teplice Toeschouwers: 9.280 Scheidsrechter: Khagani Mamedov (AZE) |
| 5 september 2001 «onderlinge duels» 17:00 | Jankulovski 20' Lokvenc 37' Baroš 68' | Verslag | 22' (pen.) Carabott 55' G. Agius | Na Stínadlech, Teplice Toeschouwers: 9.280 Scheidsrechter: Khagani Mamedov (AZE) |

|                                           |                                    |         |         |                                                                                 |
| 5 september 2001 «onderlinge duels» 20:00 | Noord-Ierland                      | 3 – 0   | IJsland | Windsor Park, Belfast Toeschouwers: 6.625 Scheidsrechter: Attila Hanacsek (HUN) |
| 5 september 2001 «onderlinge duels» 20:00 | Healy 48' Hughes 58' McCartney 61' | Verslag |         | Windsor Park, Belfast Toeschouwers: 6.625 Scheidsrechter: Attila Hanacsek (HUN) |

|                                         |                                                              |         |         |                                                                                    |
| 6 oktober 2001 «onderlinge duels» 20:15 | Denemarken                                                   | 6 – 0   | IJsland | Parken, Kopenhagen Toeschouwers: 41.769 Scheidsrechter: Arturo Daudén Ibáñez (ESP) |
| 6 oktober 2001 «onderlinge duels» 20:15 | Rommedahl 12' Sand 14', 66' Gravesen 31', 35' Michaelsen 90' | Verslag |         | Parken, Kopenhagen Toeschouwers: 41.769 Scheidsrechter: Arturo Daudén Ibáñez (ESP) |

|                                         |                                                       |         |           |                                                                                |
| 6 oktober 2001 «onderlinge duels» 20:15 | Tsjechië                                              | 6 – 0   | Bulgarije | Stadion Letná, Praag Toeschouwers: 15.020 Scheidsrechter: Claude Colombo (FRA) |
| 6 oktober 2001 «onderlinge duels» 20:15 | Rosický 5', 69' Nedvěd 16', 76' Baroš 27' Lokvenc 66' | Verslag |           | Stadion Letná, Praag Toeschouwers: 15.020 Scheidsrechter: Claude Colombo (FRA) |

|                                         |       |         |                  |                                                                                            |
| 6 oktober 2001 «onderlinge duels» 18:30 | Malta | 0 – 1   | Noord-Ierland    | Ta' Qalistadion, Ta' Qali Toeschouwers: 1.778 Scheidsrechter: Manfred Schüttengruber (AUT) |
| 6 oktober 2001 «onderlinge duels» 18:30 |       | Verslag | 57' (pen.) Healy | Ta' Qalistadion, Ta' Qali Toeschouwers: 1.778 Scheidsrechter: Manfred Schüttengruber (AUT) |

### Groep 4
Groep 4 was een strijd tussen drie teams, die op het laatste WK niet aanwezig waren, Zweden, Slowakije en Turkije. Na vijf speeldagen stonden de landen gelijk, maar Slowakije viel af na drie opeenvolgende nederlagen: tegen Zweden werd het 2-0 door twee doelpunten van de bij sc Heerenveen spelende Marcus Allbäck, 2-0 tegen nummer laatst Azerbeidzjan en een thuiswedstrijd tegen Turkije. Turkije en Zweden zouden strijden om directe plaatsing naar de eindronde.
Turkije verspeelde in de thuiswedstrijd tegen Macedonië twee punten door met 3-3 gelijk te spelen: centrale verdediger Alpay Özalan scoorde alle drie de doelpunten. Turkije moest nu de thuiswedstrijd tegen Zweden winnen om de eindronde te halen en stond drie minuten voor tijd met 1-0 voor door een doelpunt van Hakan Şükür, maar in de slotfase maakte Henrik Larsson de gelijkmaker, waarna Andreas Andersson het winnende doelpunt maakte: 1-2. Zweden was nu geplaatst en Turkije moest een play-offwedstrijd spelen tegen Oostenrijk. In de laatste wedstrijd tegen Azerbeidzjan maakte Zlatan Ibrahimović zijn eerste doelpunt voor Zweden.
| Nr. | Land         | GW | W | G | V | DV | DT | DS  | Ptn | Resultaat                              |
| --- | ------------ | -- | - | - | - | -- | -- | --- | --- | -------------------------------------- |
| 1   | Zweden       | 10 | 8 | 2 | 0 | 20 | 3  | +17 | 26  | Gekwalificeerd voor het hoofdtoernooi. |
| 2   | Turkije      | 10 | 6 | 3 | 1 | 18 | 8  | +10 | 21  | Play-off                               |
| 3   | Slowakije    | 10 | 5 | 2 | 3 | 16 | 9  | +7  | 17  |                                        |
| 4   | Macedonië    | 10 | 1 | 4 | 5 | 11 | 18 | –7  | 7   |                                        |
| 5   | Moldavië     | 10 | 1 | 3 | 6 | 6  | 20 | –14 | 6   |                                        |
| 6   | Azerbeidzjan | 10 | 1 | 2 | 7 | 4  | 17 | –13 | 5   |                                        |

|                                                   |              |         |                 |                                                                                        |
| 2 september 2000 «onderlinge duels» 20:45 (UTC+5) | Azerbeidzjan | 0 – 1   | Zweden          | Tofikh Bakhramovstadion, Baku Toeschouwers: 15.000 Scheidsrechter: Roelof Luinge (NED) |
| 2 september 2000 «onderlinge duels» 20:45 (UTC+5) |              | Verslag | 10' A. Svensson | Tofikh Bakhramovstadion, Baku Toeschouwers: 15.000 Scheidsrechter: Roelof Luinge (NED) |

|                                                   |                   |         |          |                                                                                        |
| 2 september 2000 «onderlinge duels» 20:30 (UTC+3) | Turkije           | 2 – 0   | Moldavië | Ali Sami Yenstadion, Istanboel Toeschouwers: 17.600 Scheidsrechter: Günter Benkö (AUT) |
| 2 september 2000 «onderlinge duels» 20:30 (UTC+3) | Okan 45' Emre 75' | Verslag |          | Ali Sami Yenstadion, Istanboel Toeschouwers: 17.600 Scheidsrechter: Günter Benkö (AUT) |

|                                                   |                               |         |           |                                                                                |
| 3 september 2000 «onderlinge duels» 20:15 (UTC+2) | Slowakije                     | 2 – 0   | Macedonië | Tehelné pole, Bratislava Toeschouwers: 4.011 Scheidsrechter: Alain Hamer (LUX) |
| 3 september 2000 «onderlinge duels» 20:15 (UTC+2) | Lazarevski 3' (e.d.) Demo 74' | Verslag |           | Tehelné pole, Bratislava Toeschouwers: 4.011 Scheidsrechter: Alain Hamer (LUX) |

|                                                 |                             |         |              |                                                                                   |
| 6 oktober 2000 «onderlinge duels» 20:00 (UTC+2) | Macedonië                   | 3 – 0   | Azerbeidzjan | Gradskistadion, Skopje Toeschouwers: 3.500 Scheidsrechter: Knud Erik Fisker (DEN) |
| 6 oktober 2000 «onderlinge duels» 20:00 (UTC+2) | Hristov 34', 45' Beqiri 75' | Verslag |              | Gradskistadion, Skopje Toeschouwers: 3.500 Scheidsrechter: Knud Erik Fisker (DEN) |

|                                                 |             |         |                     |                                                                              |
| 7 oktober 2000 «onderlinge duels» 16:00 (UTC+2) | Zweden      | 1 – 1   | Turkije             | Nya Ullevi, Göteborg Toeschouwers: 42.152 Scheidsrechter: Hellmut Krug (GER) |
| 7 oktober 2000 «onderlinge duels» 16:00 (UTC+2) | Larsson 69' | Verslag | 90+1' (pen.) Tayfur | Nya Ullevi, Göteborg Toeschouwers: 42.152 Scheidsrechter: Hellmut Krug (GER) |

|                                                 |          |         |               |                                                                                         |
| 7 oktober 2000 «onderlinge duels» 18:00 (UTC+3) | Moldavië | 0 – 1   | Slowakije     | Stadionul Republican, Chişinău Toeschouwers: 3.500 Scheidsrechter: Fritz Stuchlik (AUT) |
| 7 oktober 2000 «onderlinge duels» 18:00 (UTC+3) |          | Verslag | 79' S. Németh | Stadionul Republican, Chişinău Toeschouwers: 3.500 Scheidsrechter: Fritz Stuchlik (AUT) |

|                                                  |              |         |           |                                                                                      |
| 11 oktober 2000 «onderlinge duels» 20:00 (UTC+5) | Azerbeidzjan | 0 – 1   | Turkije   | Tofikh Bakhramovstadion, Baku Toeschouwers: 24.000 Scheidsrechter: Alan Snoddy (NIR) |
| 11 oktober 2000 «onderlinge duels» 20:00 (UTC+5) |              | Verslag | 73' Şükür | Tofikh Bakhramovstadion, Baku Toeschouwers: 24.000 Scheidsrechter: Alan Snoddy (NIR) |

|                                                  |          |       |           |                                                                                               |
| 11 oktober 2000 «onderlinge duels» 20:00 (UTC+3) | Moldavië | 0 – 0 | Macedonië | Stadionul Republican, Chişinău Toeschouwers: 3.000 Scheidsrechter: Arturo Dauden Ibarra (ESP) |
| 11 oktober 2000 «onderlinge duels» 20:00 (UTC+3) | Verslag  |       |           | Stadionul Republican, Chişinău Toeschouwers: 3.000 Scheidsrechter: Arturo Dauden Ibarra (ESP) |

|                                                  |           |       |        |                                                                                 |
| 11 oktober 2000 «onderlinge duels» 20:15 (UTC+2) | Slowakije | 0 – 0 | Zweden | Tehelné pole, Bratislava Toeschouwers: 11.227 Scheidsrechter: Hugh Dallas (SCO) |
| 11 oktober 2000 «onderlinge duels» 20:15 (UTC+2) | Verslag   |       |        | Tehelné pole, Bratislava Toeschouwers: 11.227 Scheidsrechter: Hugh Dallas (SCO) |

|                                                |              |       |          |                                                                                         |
| 24 maart 2001 «onderlinge duels» 16:00 (UTC+4) | Azerbeidzjan | 0 – 0 | Moldavië | Tofikh Bakhramovstadion, Baku Toeschouwers: 20.000 Scheidsrechter: Wolfgang Stark (GER) |
| 24 maart 2001 «onderlinge duels» 16:00 (UTC+4) | Verslag      |       |          | Tofikh Bakhramovstadion, Baku Toeschouwers: 20.000 Scheidsrechter: Wolfgang Stark (GER) |

|                                                |                 |         |           |                                                                              |
| 24 maart 2001 «onderlinge duels» 16:00 (UTC+1) | Zweden          | 1 – 0   | Macedonië | Nya Ullevi, Göteborg Toeschouwers: 22.106 Scheidsrechter: Jan Wegereef (NED) |
| 24 maart 2001 «onderlinge duels» 16:00 (UTC+1) | A. Svensson 43' | Verslag |           | Nya Ullevi, Göteborg Toeschouwers: 22.106 Scheidsrechter: Jan Wegereef (NED) |

|                                                |                  |         |               |                                                                                          |
| 24 maart 2001 «onderlinge duels» 20:00 (UTC+2) | Turkije          | 1 – 1   | Slowakije     | Ali Sami Yenstadion, Istanboel Toeschouwers: 22.000 Scheidsrechter: Ryszard Wójcik (POL) |
| 24 maart 2001 «onderlinge duels» 20:00 (UTC+2) | Şükür 55' (pen.) | Verslag | 68' Tomaschek | Ali Sami Yenstadion, Istanboel Toeschouwers: 22.000 Scheidsrechter: Ryszard Wójcik (POL) |

|                                                |                                |         |                    |                                                                                       |
| 28 maart 2001 «onderlinge duels» 17:00 (UTC+2) | Slowakije                      | 3 – 1   | Azerbeidzjan       | FC Spartak Stadion, Trnava Toeschouwers: 8.000 Scheidsrechter: Costas Kapitanis (CYP) |
| 28 maart 2001 «onderlinge duels» 17:00 (UTC+2) | S. Németh 1', 10' Meszároš 57' | Verslag | 3' (pen.) Vasilyev | FC Spartak Stadion, Trnava Toeschouwers: 8.000 Scheidsrechter: Costas Kapitanis (CYP) |

|                                                |                |         |                                   |                                                                                  |
| 28 maart 2001 «onderlinge duels» 20:00 (UTC+2) | Macedonië      | 1 – 2   | Turkije                           | Gradski stadion, Skopje Toeschouwers: 8.000 Scheidsrechter: Claude Colombo (FRA) |
| 28 maart 2001 «onderlinge duels» 20:00 (UTC+2) | T.Mičevski 20' | Verslag | 68' (e.d.) I. Mitreski 70' Davala | Gradski stadion, Skopje Toeschouwers: 8.000 Scheidsrechter: Claude Colombo (FRA) |

|                                                |          |         |                  |                                                                                          |
| 28 maart 2001 «onderlinge duels» 21:00 (UTC+3) | Moldavië | 0 – 2   | Zweden           | Stadionul Republican, Chişinău Toeschouwers: 7.000 Scheidsrechter: Laurent Duhamel (FRA) |
| 28 maart 2001 «onderlinge duels» 21:00 (UTC+3) |          | Verslag | 86', 90' Allbäck | Stadionul Republican, Chişinău Toeschouwers: 7.000 Scheidsrechter: Laurent Duhamel (FRA) |

|                                              |                  |         |           |                                                                                               |
| 2 juni 2001 «onderlinge duels» 18:00 (UTC+2) | Zweden           | 2 – 0   | Slowakije | Råsundastadion, Stockholm Toeschouwers: 34.320 Scheidsrechter: José María García-Aranda (ESP) |
| 2 juni 2001 «onderlinge duels» 18:00 (UTC+2) | Allbäck 45', 51' | Verslag |           | Råsundastadion, Stockholm Toeschouwers: 34.320 Scheidsrechter: José María García-Aranda (ESP) |

|                                              |                                    |         |              |                                                                                             |
| 2 juni 2001 «onderlinge duels» 20:00 (UTC+3) | Turkije                            | 3 – 0   | Azerbeidzjan | BJK Inönüstadion, Istanboel Toeschouwers: 17.386 Scheidsrechter: Juan Ansuategui Roca (ESP) |
| 2 juni 2001 «onderlinge duels» 20:00 (UTC+3) | Korkut 2' Derelioğlu 29' Şükür 34' | Verslag |              | BJK Inönüstadion, Istanboel Toeschouwers: 17.386 Scheidsrechter: Juan Ansuategui Roca (ESP) |

|                                              |                                 |         |                           |                                                                                  |
| 2 juni 2001 «onderlinge duels» 20:00 (UTC+2) | Macedonië                       | 2 – 2   | Moldavië                  | Gradskistadion, Skopje Toeschouwers: 2.000 Scheidsrechter: Jack van Hulten (NED) |
| 2 juni 2001 «onderlinge duels» 20:00 (UTC+2) | Šakiri 20' (pen.) M. Krstev 65' | Verslag | 10' Pogreban 72' Barburoş | Gradskistadion, Skopje Toeschouwers: 2.000 Scheidsrechter: Jack van Hulten (NED) |

|                                              |                           |         |           |                                                                                             |
| 6 juni 2001 «onderlinge duels» 19:00 (UTC+5) | Azerbeidzjan              | 2 – 0   | Slowakije | Tofikh Bakhramovstadion, Baku Toeschouwers: 10.000 Scheidsrechter: Nicolai Vollquartz (DEN) |
| 6 juni 2001 «onderlinge duels» 19:00 (UTC+5) | Vasilyev 26' Tağizade 55' | Verslag |           | Tofikh Bakhramovstadion, Baku Toeschouwers: 10.000 Scheidsrechter: Nicolai Vollquartz (DEN) |

|                                              |                      |         |                                           |                                                                                           |
| 6 juni 2001 «onderlinge duels» 20:30 (UTC+3) | Turkije              | 3 – 3   | Macedonië                                 | Bursa Atatürkstadion, Bursa Toeschouwers: 18.000 Scheidsrechter: Pasquale Rodomonti (ITA) |
| 6 juni 2001 «onderlinge duels» 20:30 (UTC+3) | Özalan 43', 58', 75' | Verslag | 7' Šakiri 20' Serafimovski 62' Nikolovski | Bursa Atatürkstadion, Bursa Toeschouwers: 18.000 Scheidsrechter: Pasquale Rodomonti (ITA) |

|                                              |                                                                               |         |          |                                                                            |
| 6 juni 2001 «onderlinge duels» 20:15 (UTC+2) | Zweden                                                                        | 6 – 0   | Moldavië | Nya Ullevi, Göteborg Toeschouwers: 30.233 Scheidsrechter: Steve Dunn (ENG) |
| 6 juni 2001 «onderlinge duels» 20:15 (UTC+2) | Larsson 38' (pen.), 58', 68' (pen.), 79' (pen.) Alexandersson 74' Allbäck 77' | Verslag |          | Nya Ullevi, Göteborg Toeschouwers: 30.233 Scheidsrechter: Steve Dunn (ENG) |

|                                                   |                             |         |              |                                                                                            |
| 9 september 2001 «onderlinge duels» 17:30 (UTC+3) | Moldavië                    | 2 – 0   | Azerbeidzjan | Stadionul Republican, Chişinău Toeschouwers: 4.800 Scheidsrechter: Vasiliy Melnichuk (UKR) |
| 9 september 2001 «onderlinge duels» 17:30 (UTC+3) | Cleşcenco 19' Covalciuc 88' | Verslag |              | Stadionul Republican, Chişinău Toeschouwers: 4.800 Scheidsrechter: Vasiliy Melnichuk (UKR) |

|                                                   |           |         |           |                                                                                       |
| 9 september 2001 «onderlinge duels» 19:45 (UTC+2) | Slowakije | 0 – 1   | Turkije   | Tehelné pole, Bratislava Toeschouwers: 8.783 Scheidsrechter: Vitor Melo Pereira (POR) |
| 9 september 2001 «onderlinge duels» 19:45 (UTC+2) |           | Verslag | 34' Şükür | Tehelné pole, Bratislava Toeschouwers: 8.783 Scheidsrechter: Vitor Melo Pereira (POR) |

|                                                   |              |         |                              |                                                                                   |
| 9 september 2001 «onderlinge duels» 20:00 (UTC+2) | Macedonië    | 1 – 2   | Zweden                       | Gradskistadion, Skopje Toeschouwers: 8.000 Scheidsrechter: Nikolai Levnikov (RUS) |
| 9 september 2001 «onderlinge duels» 20:00 (UTC+2) | Načevski 63' | Verslag | 28' Larsson 33' P. Andersson | Gradskistadion, Skopje Toeschouwers: 8.000 Scheidsrechter: Nikolai Levnikov (RUS) |

|                                                   |               |         |              |                                                                            |
| 5 september 2001 «onderlinge duels» 19:00 (UTC+5) | Azerbeidzjan  | 1 – 1   | Macedonië    | Shafastadion, Bakoe Toeschouwers: 4.100 Scheidsrechter: Michael Ross (NIR) |
| 5 september 2001 «onderlinge duels» 19:00 (UTC+5) | İsmayilov 90' | Verslag | 12' Trajanov | Shafastadion, Bakoe Toeschouwers: 4.100 Scheidsrechter: Michael Ross (NIR) |

|                                                   |           |         |                                |                                                                                           |
| 5 september 2001 «onderlinge duels» 20:30 (UTC+3) | Turkije   | 1 – 2   | Zweden                         | Ali Sami Yenstadion, Istanboel Toeschouwers: 22.000 Scheidsrechter: Stefano Braschi (ITA) |
| 5 september 2001 «onderlinge duels» 20:30 (UTC+3) | Şükür 51' | Verslag | 87' Larsson 90+1' A. Andersson | Ali Sami Yenstadion, Istanboel Toeschouwers: 22.000 Scheidsrechter: Stefano Braschi (ITA) |

|                                                   |                                           |         |                          |                                                                                         |
| 5 september 2001 «onderlinge duels» 19:45 (UTC+2) | Slowakije                                 | 4 – 2   | Moldavië                 | FK Ozeta Dukla Stadium, Trenčín Toeschouwers: 3.000 Scheidsrechter: Mikko Vuorela (FIN) |
| 5 september 2001 «onderlinge duels» 19:45 (UTC+2) | P. Németh 54' S. Németh 59' Demo 64', 70' | Verslag | 11' Cleşcenco 76' Rebeja | FK Ozeta Dukla Stadium, Trenčín Toeschouwers: 3.000 Scheidsrechter: Mikko Vuorela (FIN) |

|                                                 |          |         |                                |                                                                                             |
| 6 oktober 2001 «onderlinge duels» 21:15 (UTC+3) | Moldavië | 0 – 3   | Turkije                        | Stadionul Republican, Chişinău Toeschouwers: 5.000 Scheidsrechter: Frank De Bleeckere (BEL) |
| 6 oktober 2001 «onderlinge duels» 21:15 (UTC+3) |          | Verslag | 8' Aşık 79' Kahveci 83' Mansız | Stadionul Republican, Chişinău Toeschouwers: 5.000 Scheidsrechter: Frank De Bleeckere (BEL) |

|                                                 |                                                    |         |              |                                                                                     |
| 7 oktober 2001 «onderlinge duels» 16:00 (UTC+2) | Zweden                                             | 3 – 0   | Azerbeidzjan | Råsundastadion, Stockholm Toeschouwers: 32.786 Scheidsrechter: Ryszard Wójcik (POL) |
| 7 oktober 2001 «onderlinge duels» 16:00 (UTC+2) | A. Svensson 52' Larsson 60' (pen.) Ibrahimović 69' | Verslag |              | Råsundastadion, Stockholm Toeschouwers: 32.786 Scheidsrechter: Ryszard Wójcik (POL) |

|                                                 |           |         |                                                         |                                                                             |
| 7 oktober 2001 «onderlinge duels» 19:00 (UTC+2) | Macedonië | 0 – 5   | Slowakije                                               | Gradskistadion, Skopje Toeschouwers: 3.000 Scheidsrechter: Mike Riley (ENG) |
| 7 oktober 2001 «onderlinge duels» 19:00 (UTC+2) |           | Verslag | 28' Reiter 56' Dzúrik 72' P. Németh 80'Pinte 89' Oravec | Gradskistadion, Skopje Toeschouwers: 3.000 Scheidsrechter: Mike Riley (ENG) |

### Groep 5
Noorwegen was als eerste geplaatst in deze groep, had van de laatste vier grote toernooien zich drie keer geplaatst, maar viel nu ver terug. Het behaalde pas op de negende speeldag zijn eerste overwinning. Polen nam het initiatief door uitoverwinningen op Oekraïne (1-3) en op Noorwegen (2-3). In beide wedstrijden scoorde de tot Pool genaturaliseerde Nigeriaan Emmanuel Olisadebe twee keer. Polen plaatste zich als eerste Europese land voor het WK dankzij een 3-0 zege op Noorwegen en plaatste zich voor de eerste keer sinds 1986 voor een groot toernooi.
De strijd om de tweede plaats ging tussen Oekraïne en het verrassend goed presterende Wit-Rusland. Oekraïne wist maar één thuiswedstrijd te winnen, maar bleef ongeslagen in uitwedstrijden. Van de dertien doelpunten, die de ploeg scoorde waren negen van Andriy Shevchenko afkomstig, de succesvolle spits van AC Milan. Voor de achtste speeldag had Wit-Rusland twee punten voorsprong, maar Oekraïne won het onderlinge duel in Minsk met 0-2 door twee doelpunten van Shevchenko. In de negende speeldag bleef de spanning erin, Wit-Rusland won met 4-1 van het al geplaatste Polen dankzij vier treffers van de bij Spartak Moskou spelende Raman Vasilyuk en Oekraïne won zijn enige thuiswedstrijd: 3-0 tegen Armenië. Daardoor bleef het gat één punt in het voordeel van Oekraïne. In de laatste speeldag scoorde Shevchenko pas in de 82e minuut de gelijkmaker tegen Polen, maar omdat Wit-Rusland met 1-0 verloor van Wales werd Oekraïne alsnog tweede en moest een play-offwedstrijd spelen tegen Duitsland.
| Nr. | Land        | GW | W | G | V | DV | DT | DS  | Ptn | Resultaat                              |
| --- | ----------- | -- | - | - | - | -- | -- | --- | --- | -------------------------------------- |
| 1   | Polen       | 10 | 6 | 3 | 1 | 21 | 11 | +10 | 21  | Gekwalificeerd voor het hoofdtoernooi. |
| 2   | Oekraïne    | 10 | 4 | 5 | 1 | 13 | 8  | +5  | 17  | Play-off                               |
| 3   | Wit-Rusland | 10 | 4 | 3 | 3 | 12 | 11 | +1  | 15  |                                        |
| 4   | Noorwegen   | 10 | 2 | 4 | 4 | 12 | 14 | –2  | 10  |                                        |
| 5   | Wales       | 10 | 1 | 6 | 3 | 10 | 12 | –2  | 9   |                                        |
| 6   | Armenië     | 10 | 0 | 5 | 5 | 7  | 19 | –12 | 5   |                                        |

|                                           |                 |         |                               |                                                                                           |
| 2 september 2000 «onderlinge duels» 19:00 | Oekraïne        | 1 – 3   | Polen                         | NSK Olimpiejsky, Kiev Toeschouwers: 52.000 Scheidsrechter: José María García-Aranda (ESP) |
| 2 september 2000 «onderlinge duels» 19:00 | Sjevtsjenko 11' | Verslag | 2', 31' Olisadebe 56' Kałużny | NSK Olimpiejsky, Kiev Toeschouwers: 52.000 Scheidsrechter: José María García-Aranda (ESP) |

|                                           |                               |         |             |                                                                                     |
| 2 september 2000 «onderlinge duels» 17:00 | Wit-Rusland                   | 2 – 1   | Wales       | Dinamostadion, Minsk Toeschouwers: 32.000 Scheidsrechter: Alfredo Trentalange (ITA) |
| 2 september 2000 «onderlinge duels» 17:00 | Khatskevich 39' Belkevich 56' | Verslag | 90+3' Speed | Dinamostadion, Minsk Toeschouwers: 32.000 Scheidsrechter: Alfredo Trentalange (ITA) |

|                                           |           |       |         |                                                                                |
| 2 september 2000 «onderlinge duels» 16:00 | Noorwegen | 0 – 0 | Armenië | Ullevaalstadion, Oslo Toeschouwers: 19.201 Scheidsrechter: William Young (SCO) |
| 2 september 2000 «onderlinge duels» 16:00 | Verslag   |       |         | Ullevaalstadion, Oslo Toeschouwers: 19.201 Scheidsrechter: William Young (SCO) |

|                                         |                       |         |              |                                                                              |
| 7 oktober 2000 «onderlinge duels» 20:00 | Polen                 | 3 – 1   | Wit-Rusland  | Stadion Widzewa, Łódź Toeschouwers: 7.638 Scheidsrechter: Anders Frisk (SWE) |
| 7 oktober 2000 «onderlinge duels» 20:00 | Kałużny 24', 62', 73' | Verslag | 37' Ryndzyuk | Stadion Widzewa, Łódź Toeschouwers: 7.638 Scheidsrechter: Anders Frisk (SWE) |

|                                         |                           |         |                                | |
| 7 oktober 2000 «onderlinge duels» 17:00 | Armenië                   | 2 – 3   | Oekraïne                       | Republikeins Stadion Vazgen Sargsian, Jerevan Toeschouwers: 14.000 Scheidsrechter: Jorn Larsen (DEN) |
| 7 oktober 2000 «onderlinge duels» 17:00 | Arthur Petrosyan 17', 44' | Verslag | 45', 59' Sjevtsjenko 55' Husin | Republikeins Stadion Vazgen Sargsian, Jerevan Toeschouwers: 14.000 Scheidsrechter: Jorn Larsen (DEN) |

|                                         |           |         |             |                                                                                        |
| 7 oktober 2000 «onderlinge duels» 15:00 | Wales     | 1 – 1   | Noorwegen   | Millennium Stadium, Cardiff Toeschouwers: 51.100 Scheidsrechter: Hartmut Strampe (GER) |
| 7 oktober 2000 «onderlinge duels» 15:00 | Blake 60' | Verslag | 80' Helstad | Millennium Stadium, Cardiff Toeschouwers: 51.100 Scheidsrechter: Hartmut Strampe (GER) |

|                                          |         |       |       | |
| 11 oktober 2000 «onderlinge duels» 20:00 | Polen   | 0 – 0 | Wales | Wojska Polskiegostadion, Warschau Toeschouwers: 10.067 Scheidsrechter: Lucilio Cardoso Cortez Batista (POR) |
| 11 oktober 2000 «onderlinge duels» 20:00 | Verslag |       |       | Wojska Polskiegostadion, Warschau Toeschouwers: 10.067 Scheidsrechter: Lucilio Cardoso Cortez Batista (POR) |

|                                          |           |         |                 |                                                                            |
| 11 oktober 2000 «onderlinge duels» 19:00 | Noorwegen | 0 – 1   | Oekraïne        | Ullevaalstadion, Oslo Toeschouwers: 23.612 Scheidsrechter: Urs Meier (SUI) |
| 11 oktober 2000 «onderlinge duels» 19:00 |           | Verslag | 51' Sjevtsjenko | Ullevaalstadion, Oslo Toeschouwers: 23.612 Scheidsrechter: Urs Meier (SUI) |

|                                          |                              |         |              |                                                                                  |
| 11 oktober 2000 «onderlinge duels» 18:00 | Wit-Rusland                  | 2 – 1   | Armenië      | Dinamo Stadion, Minsk Toeschouwers: 21.700 Scheidsrechter: Sorin Corpodean (ROU) |
| 11 oktober 2000 «onderlinge duels» 18:00 | Khatskevich 23' Ryndzyuk 33' | Verslag | 50' Khojoyan | Dinamo Stadion, Minsk Toeschouwers: 21.700 Scheidsrechter: Sorin Corpodean (ROU) |

|                                        |                        |         |                               |                                                                                |
| 24 maart 2001 «onderlinge duels» 16:00 | Noorwegen              | 2 – 3   | Polen                         | Ullevaalstadion, Oslo Toeschouwers: 15.077 Scheidsrechter: Stuart Dougal (SCO) |
| 24 maart 2001 «onderlinge duels» 16:00 | Carew 59' Solskjær 67' | Verslag | 23', 30' Olisadebe 81' Karwan | Ullevaalstadion, Oslo Toeschouwers: 15.077 Scheidsrechter: Stuart Dougal (SCO) |

|                                        |          |       |             |                                                                                       |
| 24 maart 2001 «onderlinge duels» 19:00 | Oekraïne | 0 – 0 | Wit-Rusland | NSK Olimpiejsky, Kiev Toeschouwers: 75.000 Scheidsrechter: Juan Fernandez Marin (ESP) |
| 24 maart 2001 «onderlinge duels» 19:00 | Verslag  |       |             | NSK Olimpiejsky, Kiev Toeschouwers: 75.000 Scheidsrechter: Juan Fernandez Marin (ESP) |

|                                        |                                  |         |                  | |
| 24 maart 2001 «onderlinge duels» 21:00 | Armenië                          | 2 – 2   | Wales            | Republikeins Stadion Vazgen Sargsian, Jerevan Toeschouwers: 7.000 Scheidsrechter: Georgios Kasnaferis (GRE) |
| 24 maart 2001 «onderlinge duels» 21:00 | A. Minasyan 32' A. Movsisyan 71' | Verslag | 40', 49' Hartson | Republikeins Stadion Vazgen Sargsian, Jerevan Toeschouwers: 7.000 Scheidsrechter: Georgios Kasnaferis (GRE) |

|                                        |                                                                         |         |         |                                                                                          |
| 28 maart 2001 «onderlinge duels» 19:00 | Polen                                                                   | 4 – 0   | Armenië | Wojska Polskiegostadion, Warschau Toeschouwers: 10.320 Scheidsrechter: Éric Poulat (FRA) |
| 28 maart 2001 «onderlinge duels» 19:00 | Michał Żewłakow 15' (pen.) Olisadebe 42' Marcin Żewłakow 81' Karwan 88' | Verslag |         | Wojska Polskiegostadion, Warschau Toeschouwers: 10.320 Scheidsrechter: Éric Poulat (FRA) |

|                                        |             |         |                 |                                                                                    |
| 28 maart 2001 «onderlinge duels» 19:30 | Wales       | 1 – 1   | Oekraïne        | Millennium Stadium, Cardiff Toeschouwers: 48.014 Scheidsrechter: Eric Romain (BEL) |
| 28 maart 2001 «onderlinge duels» 19:30 | Hartson 12' | Verslag | 51' Sjevtsjenko | Millennium Stadium, Cardiff Toeschouwers: 48.014 Scheidsrechter: Eric Romain (BEL) |

|                                       |                                |         |              |                                                                                 |
| 28 maart 2001 «onderlinge duels» 20:0 | Wit-Rusland                    | 2 – 1   | Noorwegen    | Dinamo Stadion, Minsk Toeschouwers: 39.000 Scheidsrechter: Kyros Vassaras (GRE) |
| 28 maart 2001 «onderlinge duels» 20:0 | Khatskevich 19' Vasilyuk 90+1' | Verslag | 68' Solskjær | Dinamo Stadion, Minsk Toeschouwers: 39.000 Scheidsrechter: Kyros Vassaras (GRE) |

|                                      |           |         |                                |                                                                                   |
| 2 juni 2001 «onderlinge duels» 15:00 | Wales     | 1 – 2   | Polen                          | Millennium Stadium, Cardiff Toeschouwers: 48.500 Scheidsrechter: Erol Ersoy (TUR) |
| 2 juni 2001 «onderlinge duels» 15:00 | Blake 14' | Verslag | 32' Olisadebe 72' Kryszałowicz | Millennium Stadium, Cardiff Toeschouwers: 48.500 Scheidsrechter: Erol Ersoy (TUR) |

|                                      |          |       |           |                                                                              |
| 2 juni 2001 «onderlinge duels» 19:00 | Oekraïne | 0 – 0 | Noorwegen | NSK Olimpiejsky, Kiev Toeschouwers: 42.000 Scheidsrechter: Goran Maric (CRO) |
| 2 juni 2001 «onderlinge duels» 19:00 | Verslag  |       |           | NSK Olimpiejsky, Kiev Toeschouwers: 42.000 Scheidsrechter: Goran Maric (CRO) |

|                                      |         |       |             | |
| 2 juni 2001 «onderlinge duels» 20:00 | Armenië | 0 – 0 | Wit-Rusland | Republikeins Stadion Vazgen Sargsian, Jerevan Toeschouwers: 6.400 Scheidsrechter: Anton Guenov (BUL) |
| 2 juni 2001 «onderlinge duels» 20:00 | Verslag |       |             | Republikeins Stadion Vazgen Sargsian, Jerevan Toeschouwers: 6.400 Scheidsrechter: Anton Guenov (BUL) |

|                                      |                      |         |            | |
| 6 juni 2001 «onderlinge duels» 20:00 | Armenië              | 1 – 1   | Polen      | Republikeins Stadion Vazgen Sargsian, Jerevan Toeschouwers: 5.500 Scheidsrechter: Eric Romain (BEL) |
| 6 juni 2001 «onderlinge duels» 20:00 | Arthur Petrosyan 11' | Verslag | 4' Kałużny | Republikeins Stadion Vazgen Sargsian, Jerevan Toeschouwers: 5.500 Scheidsrechter: Eric Romain (BEL) |

|                                      |           |         |               |                                                                                      |
| 6 juni 2001 «onderlinge duels» 19:15 | Oekraïne  | 1 – 1   | Wales         | NSK Olimpiejsky, Kiev Toeschouwers: 33.000 Scheidsrechter: Joaquim Paulo Gomes (POR) |
| 6 juni 2001 «onderlinge duels» 19:15 | Zubov 44' | Verslag | 74' Pembridge | NSK Olimpiejsky, Kiev Toeschouwers: 33.000 Scheidsrechter: Joaquim Paulo Gomes (POR) |

|                                      |           |         |               |                                                                                   |
| 6 juni 2001 «onderlinge duels» 19:00 | Noorwegen | 1 – 1   | Wit-Rusland   | Ullevaalstadion, Oslo Toeschouwers: 17.164 Scheidsrechter: Miroslav Radoman (SCG) |
| 6 juni 2001 «onderlinge duels» 19:00 | Carew 80' | Verslag | 23' Belkevich | Ullevaalstadion, Oslo Toeschouwers: 17.164 Scheidsrechter: Miroslav Radoman (SCG) |

|                                           |                                                      |         |           |                                                                                 |
| 1 september 2001 «onderlinge duels» 17:45 | Polen                                                | 3 – 0   | Noorwegen | Śląskistadion, Chorzów Toeschouwers: 40.000 Scheidsrechter: Miroslav Liba (CZE) |
| 1 september 2001 «onderlinge duels» 17:45 | Kryszałowicz 45+1' Olisadebe 77' Marcin Żewłakow 88' | Verslag |           | Śląskistadion, Chorzów Toeschouwers: 40.000 Scheidsrechter: Miroslav Liba (CZE) |

|                                           |             |         |                      |                                                                             |
| 1 september 2001 «onderlinge duels» 19:00 | Wit-Rusland | 0 – 2   | Oekraïne             | Dinamo Stadion, Minsk Toeschouwers: 37.000 Scheidsrechter: Alain Sars (FRA) |
| 1 september 2001 «onderlinge duels» 19:00 |             | Verslag | 45', 57' Sjevtsjenko | Dinamo Stadion, Minsk Toeschouwers: 37.000 Scheidsrechter: Alain Sars (FRA) |

|                                           |         |       |         |                                                                                      |
| 1 september 2001 «onderlinge duels» 15:00 | Wales   | 0 – 0 | Armenië | Millennium Stadium, Cardiff Toeschouwers: 20.000 Scheidsrechter: Joseph Attard (MLT) |
| 1 september 2001 «onderlinge duels» 15:00 | Verslag |       |         | Millennium Stadium, Cardiff Toeschouwers: 20.000 Scheidsrechter: Joseph Attard (MLT) |

|                                           |                            |         |                     |                                                                                |
| 5 september 2001 «onderlinge duels» 21:00 | Wit-Rusland                | 4 – 1   | Polen               | Dinamo Stadion, Minsk Toeschouwers: 24.302 Scheidsrechter: Konrad Plautz (AUT) |
| 5 september 2001 «onderlinge duels» 21:00 | Vasilyuk 7', 46', 52', 61' | Verslag | 78' Marcin Żewłakow | Dinamo Stadion, Minsk Toeschouwers: 24.302 Scheidsrechter: Konrad Plautz (AUT) |

|                                           |                                  |         |         |                                                                                |
| 5 september 2001 «onderlinge duels» 19:00 | Oekraïne                         | 3 – 0   | Armenië | Stadion Ukraina, Lviv Toeschouwers: 28.000 Scheidsrechter: Loizos Loizou (CYP) |
| 5 september 2001 «onderlinge duels» 19:00 | Sjevtsjenko 11' Vorobey 85', 90' | Verslag |         | Stadion Ukraina, Lviv Toeschouwers: 28.000 Scheidsrechter: Loizos Loizou (CYP) |

|                                           |                                         |         |                        |                                                                                 |
| 5 september 2001 «onderlinge duels» 19:00 | Noorwegen                               | 3 – 2   | Wales                  | Ullevaalstadion, Oslo Toeschouwers: 18.211 Scheidsrechter: Fritz Stuchlik (AUT) |
| 5 september 2001 «onderlinge duels» 19:00 | R. Johnsen 17' Carew 68' F. Johnsen 87' | Verslag | 10' Savage 28' Bellamy | Ullevaalstadion, Oslo Toeschouwers: 18.211 Scheidsrechter: Fritz Stuchlik (AUT) |

|                                         |               |         |                 |                                                                               |
| 6 oktober 2001 «onderlinge duels» 15:30 | Polen         | 1 – 1   | Oekraïne        | Śląskistadion, Chorzów Toeschouwers: 20.900 Scheidsrechter: Hugh Dallas (SCO) |
| 6 oktober 2001 «onderlinge duels» 15:30 | Olisadebe 40' | Verslag | 81' Sjevtsjenko | Śląskistadion, Chorzów Toeschouwers: 20.900 Scheidsrechter: Hugh Dallas (SCO) |

|                                         |             |         |             |                                                                                           |
| 6 oktober 2001 «onderlinge duels» 14:30 | Wales       | 1 – 0   | Wit-Rusland | Millennium Stadium, Cardiff Toeschouwers: 10.201 Scheidsrechter: Pasquale Rodomonti (ITA) |
| 6 oktober 2001 «onderlinge duels» 14:30 | Hartson 47' | Verslag |             | Millennium Stadium, Cardiff Toeschouwers: 10.201 Scheidsrechter: Pasquale Rodomonti (ITA) |

|                                         |                 |         |                                   | |
| 6 oktober 2001 «onderlinge duels» 19:00 | Armenië         | 1 – 4   | Noorwegen                         | Republikeins Stadion Vazgen Sargsian, Jerevan Toeschouwers: 9.000 Scheidsrechter: Andreas Schluchter (SUI) |
| 6 oktober 2001 «onderlinge duels» 19:00 | H. Hakobyan 72' | Verslag | 49', 80' Borgersen 70', 89' Carew | Republikeins Stadion Vazgen Sargsian, Jerevan Toeschouwers: 9.000 Scheidsrechter: Andreas Schluchter (SUI) |

### Groep 6
De strijd ging tussen drie landen, die elkaar weinig ontliepen: België, Schotland en Kroatië. De eerste vier onderlinge wedstrijden eindigden allemaal in een gelijkspel. België ontsnapte in de uitwedstrijd tegen Schotland, de ploeg kwam na zeventig seconden op achterstand door een doelpunt van Billy Dodds. Na 24 minuten leek de wedstrijd beslist, nadat Éric Deflandre uit het veld werd gestuurd na handsspel en de strafschop werd benut door Dodds. In de tweede helft kwam het tiental van België terug in de wedstrijd, Marc Wilmots maakte na een uur de aansluitingstreffer, waarna invaller Daniel Van Buyten in de slotseconden de gelijkmaker kopte.
In de return won België met 2-0 van Schotland door doelpunten van Nico Van Kerckhoven en Bart Goor. België had nu aan een gelijkspel tegen Kroatië genoeg om de kwalificatie veilig te stellen. België speelde heel defensief en in de eerste helft miste Robert Prosinecki een strafschop. Een kwartier voor tijd zorgde 
Alen Bokšić voor de enige treffer. Kroatië mocht proberen de derde plaats van het vorige WK te overtreffen, al waren de vedetten van toen meer op leeftijd. België moest een play-offwedstrijd spelen tegen Tsjechië om de eindronde te halen.
| Nr. | Land       | GW | W | G | V | DV | DT | DS  | Ptn | Resultaat                              |
| --- | ---------- | -- | - | - | - | -- | -- | --- | --- | -------------------------------------- |
| 1   | Kroatië    | 8  | 5 | 3 | 0 | 15 | 2  | +13 | 18  | Gekwalificeerd voor het hoofdtoernooi. |
| 2   | België     | 8  | 5 | 2 | 1 | 25 | 6  | +19 | 17  | Play-off                               |
| 3   | Schotland  | 8  | 4 | 3 | 1 | 12 | 6  | +6  | 15  |                                        |
| 4   | Letland    | 8  | 1 | 1 | 6 | 5  | 16 | –11 | 4   |                                        |
| 5   | San Marino | 8  | 0 | 1 | 7 | 3  | 30 | –27 | 1   |                                        |

|                                                   |         |       |         |                                                                                              |
| 2 september 2000 «onderlinge duels» 20:00 (UTC+2) | België  | 0 – 0 | Kroatië | Koning Boudewijnstadion, Brussel Toeschouwers: 27.510 Scheidsrechter: Nikolai Levnikov (RUS) |
| 2 september 2000 «onderlinge duels» 20:00 (UTC+2) | Verslag |       |         | Koning Boudewijnstadion, Brussel Toeschouwers: 27.510 Scheidsrechter: Nikolai Levnikov (RUS) |

|                                                   |         |         |            |                                                                                  |
| 3 september 2000 «onderlinge duels» 18:00 (UTC+3) | Letland | 0 – 1   | Schotland  | Skontostadion, Riga Toeschouwers: 9.200 Scheidsrechter: Andreas Schluchter (SUI) |
| 3 september 2000 «onderlinge duels» 18:00 (UTC+3) |         | Verslag | 89' McCann | Skontostadion, Riga Toeschouwers: 9.200 Scheidsrechter: Andreas Schluchter (SUI) |

|                                                 |         |         |                                                      |                                                                             |
| 7 oktober 2000 «onderlinge duels» 20:15 (UTC+3) | Letland | 0 – 4   | België                                               | Skontostadion, Riga Toeschouwers: 7.311 Scheidsrechter: Leslie Irvine (NIR) |
| 7 oktober 2000 «onderlinge duels» 20:15 (UTC+3) |         | Verslag | 5' Wilmots 13' B. Peeters 83' Cavens 90' G. Verheyen | Skontostadion, Riga Toeschouwers: 7.311 Scheidsrechter: Leslie Irvine (NIR) |

|                                                 |            |         |                           |                                                                                            |
| 7 oktober 2000 «onderlinge duels» 19:45 (UTC+2) | San Marino | 0 – 2   | Schotland                 | Olympisch Stadion, Serravalle Toeschouwers: 4.377 Scheidsrechter: Gylfi Thor Orrason (ICE) |
| 7 oktober 2000 «onderlinge duels» 19:45 (UTC+2) |            | Verslag | 71' Elliott 73' Hutchison | Olympisch Stadion, Serravalle Toeschouwers: 4.377 Scheidsrechter: Gylfi Thor Orrason (ICE) |

|                                                  |            |         |                  |                                                                                     |
| 11 oktober 2000 «onderlinge duels» 20:00 (UTC+2) | Kroatië    | 1 – 1   | Schotland        | Maksimirstadion, Zagreb Toeschouwers: 17.995 Scheidsrechter: Gilles Veissière (FRA) |
| 11 oktober 2000 «onderlinge duels» 20:00 (UTC+2) | Bokšić 16' | Verslag | 24' K. Gallacher | Maksimirstadion, Zagreb Toeschouwers: 17.995 Scheidsrechter: Gilles Veissière (FRA) |

|                                                   |            |         |               |                                                                                     |
| 15 november 2000 «onderlinge duels» 20:30 (UTC+1) | San Marino | 0 – 1   | Letland       | Olympisch Stadion, Serravalle Toeschouwers: 517 Scheidsrechter: Darko Čeferin (SLO) |
| 15 november 2000 «onderlinge duels» 20:30 (UTC+1) |            | Verslag | 9' Jeļisejevs | Olympisch Stadion, Serravalle Toeschouwers: 517 Scheidsrechter: Darko Čeferin (SLO) |

|                                                   | |         |            |                                                                                         |
| 28 februari 2001 «onderlinge duels» 21:00 (UTC+1) | België                                                                                              | 10 – 1  | San Marino | Koning Boudewijnstadion, Brussel Toeschouwers: 40.104 Scheidsrechter: Sten Kaldma (EST) |
| 28 februari 2001 «onderlinge duels» 21:00 (UTC+1) | Vanderhaeghe 10', 50' É. Mpenza 13' Goor 26', 60' Baseggio 64' Wilmots 72' B. Peeters 76', 84', 88' | Verslag | 90' Selva  | Koning Boudewijnstadion, Brussel Toeschouwers: 40.104 Scheidsrechter: Sten Kaldma (EST) |

|                                                |                                   |         |              |                                                                                          |
| 24 maart 2001 «onderlinge duels» 18:00 (UTC+1) | Kroatië                           | 4 – 1   | Letland      | Stadion Gradski vrt, Osijek Toeschouwers: 13.345 Scheidsrechter: Martin Ingvarsson (SWE) |
| 24 maart 2001 «onderlinge duels» 18:00 (UTC+1) | Balaban 8', 42', 45' Vugrinec 89' | Verslag | 60' Štolcers | Stadion Gradski vrt, Osijek Toeschouwers: 13.345 Scheidsrechter: Martin Ingvarsson (SWE) |

|                                              |                      |         |                            |                                                                                     |
| 24 maart 2001 «onderlinge duels» 15:00 (UTC) | Schotland            | 2 – 2   | België                     | Hampden Park, Glasgow Toeschouwers: 37.480 Scheidsrechter: Kim Milton Nielsen (DEN) |
| 24 maart 2001 «onderlinge duels» 15:00 (UTC) | Dodds 2', 27' (pen.) | Verslag | 58' Wilmots 90' Van Buyten | Hampden Park, Glasgow Toeschouwers: 37.480 Scheidsrechter: Kim Milton Nielsen (DEN) |

|                                                |                                       |         |            |                                                                               |
| 28 maart 2001 «onderlinge duels» 20:00 (UTC+1) | Schotland                             | 4 – 0   | San Marino | Hampden Park, Glasgow Toeschouwers: 27.313 Scheidsrechter: Petteri Kari (FIN) |
| 28 maart 2001 «onderlinge duels» 20:00 (UTC+1) | Hendry 22', 33' Dodds 34' Cameron 63' | Verslag |            | Hampden Park, Glasgow Toeschouwers: 27.313 Scheidsrechter: Petteri Kari (FIN) |

|                                                |           |         |            |                                                                                |
| 25 april 2001 «onderlinge duels» 18:30 (UTC+3) | Letland   | 1 – 1   | San Marino | Skontostadion, Riga Toeschouwers: 4.000 Scheidsrechter: Karen Nalbandyan (ARM) |
| 25 april 2001 «onderlinge duels» 18:30 (UTC+3) | Pahars 1' | Verslag | 59' Albani | Skontostadion, Riga Toeschouwers: 4.000 Scheidsrechter: Karen Nalbandyan (ARM) |

|                                              |                                                      |         |            |                                                                                        |
| 2 juni 2001 «onderlinge duels» 20:15 (UTC+2) | Kroatië                                              | 4 – 0   | San Marino | Stadion NK Varteks, Varaždin Toeschouwers: 15.000 Scheidsrechter: Oleg Timofeyev (EST) |
| 2 juni 2001 «onderlinge duels» 20:15 (UTC+2) | Vlaović 3' Balaban 29' Šuker 54' (pen.) Vugrinec 89' | Verslag |            | Stadion NK Varteks, Varaždin Toeschouwers: 15.000 Scheidsrechter: Oleg Timofeyev (EST) |

|                                              |                                                |         |            |                                                                                           |
| 2 juni 2001 «onderlinge duels» 20:00 (UTC+2) | België                                         | 3 – 1   | Letland    | Koning Boudewijnstadion, Brussel Toeschouwers: 32.000 Scheidsrechter: Ivan Dobrinov (BUL) |
| 2 juni 2001 «onderlinge duels» 20:00 (UTC+2) | Wilmots 2' É. Mpenza 12' Zemļinskis 50' (e.d.) | Verslag | 52' Pahars | Koning Boudewijnstadion, Brussel Toeschouwers: 32.000 Scheidsrechter: Ivan Dobrinov (BUL) |

|                                              |         |         |             |                                                                              |
| 6 juni 2001 «onderlinge duels» 18:00 (UTC+3) | Letland | 0 – 1   | Kroatië     | Skontostadion, Riga Toeschouwers: 5.000 Scheidsrechter: John McDermott (IRL) |
| 6 juni 2001 «onderlinge duels» 18:00 (UTC+3) |         | Verslag | 40' Balaban | Skontostadion, Riga Toeschouwers: 5.000 Scheidsrechter: John McDermott (IRL) |

|                                              |            |         |                                                  |                                                                                    |
| 6 juni 2001 «onderlinge duels» 20:30 (UTC+2) | San Marino | 1 – 4   | België                                           | Olympisch Stadion, Serravalle Toeschouwers: 1.538 Scheidsrechter: Haim Yakov (ISR) |
| 6 juni 2001 «onderlinge duels» 20:30 (UTC+2) | Selva 11'  | Verslag | 10', 89' (pen.) Wilmots 60' G.Verheyen 68' Sonck | Olympisch Stadion, Serravalle Toeschouwers: 1.538 Scheidsrechter: Haim Yakov (ISR) |

|                                                   |           |       |         |                                                                               |
| 9 september 2001 «onderlinge duels» 15:00 (UTC+1) | Schotland | 0 – 0 | Kroatië | Hampden Park, Glasgow Toeschouwers: 47.584 Scheidsrechter: Ľuboš Micheľ (SVK) |
| 9 september 2001 «onderlinge duels» 15:00 (UTC+1) | Verslag   |       |         | Hampden Park, Glasgow Toeschouwers: 47.584 Scheidsrechter: Ľuboš Micheľ (SVK) |

|                                                   |            |         |                                                   |                                                                                         |
| 5 september 2001 «onderlinge duels» 20:15 (UTC+2) | San Marino | 0 – 4   | Kroatië                                           | Olympisch Stadion, Serravalle Toeschouwers: 1.387 Scheidsrechter: Knud Stadsgaard (DEN) |
| 5 september 2001 «onderlinge duels» 20:15 (UTC+2) |            | Verslag | 40' N. Kovač 48' (pen.), 90' Prosinečki 77' Soldo | Olympisch Stadion, Serravalle Toeschouwers: 1.387 Scheidsrechter: Knud Stadsgaard (DEN) |

|                                                   |                                |         |           | |
| 5 september 2001 «onderlinge duels» 20:15 (UTC+2) | België                         | 2 – 0   | Schotland | Koning Boudewijnstadion, Brussel Toeschouwers: 43.500 Scheidsrechter: Manuel Mejuto González (ESP) |
| 5 september 2001 «onderlinge duels» 20:15 (UTC+2) | N. Van Kerckhoven 28' Goor 90' | Verslag |           | Koning Boudewijnstadion, Brussel Toeschouwers: 43.500 Scheidsrechter: Manuel Mejuto González (ESP) |

|                                                 |            |         |        |                                                                                 |
| 6 oktober 2001 «onderlinge duels» 18:00 (UTC+2) | Kroatië    | 1 – 0   | België | Maksimirstadion, Zagreb Toeschouwers: 36.077 Scheidsrechter: Hellmut Krug (GER) |
| 6 oktober 2001 «onderlinge duels» 18:00 (UTC+2) | Bokšić 75' | Verslag |        | Maksimirstadion, Zagreb Toeschouwers: 36.077 Scheidsrechter: Hellmut Krug (GER) |

|                                                 |                          |         |            |                                                                              |
| 6 oktober 2001 «onderlinge duels» 17:00 (UTC+1) | Schotland                | 2 – 1   | Letland    | Hampden Park, Glasgow Toeschouwers: 23.228 Scheidsrechter: Terje Hauge (NOR) |
| 6 oktober 2001 «onderlinge duels» 17:00 (UTC+1) | Freedman 44' D. Weir 53' | Verslag | 21' Rubins | Hampden Park, Glasgow Toeschouwers: 23.228 Scheidsrechter: Terje Hauge (NOR) |

### Groep 7
Spanje plaatste zich zonder problemen voor de eindronde, het verloor alleen punten in de uitwedstrijden tegen Israël en Oostenrijk. De beslissende wedstrijd tegen Oostenrijk leverde een 4-0 overwinning op,  Fernando Morientes scoorde twee doelpunten. De strijd om de tweede plaats ging tussen Israël en Oostenrijk, Oostenrijk had één punt voorsprong en had genoeg aan een gelijkspel in Israêl. De wedstrijd werd drie weken uitgesteld vanwege de oorlogsdreiging in het Midden-Oosten. Een verzoek van Oostenrijk de wedstrijd op neutrale grond te spelen werd afgewezen en leverde een haatcampagne op tegen de Oostenrijkers. Israël nam een 1-0 voorsprong dankzij een benutte strafschop en kreeg genoeg kansen de voorsprong te verdubbelen. In de blessuretijd benutte Andreas Herzog een vrije trap, waardoor Oostenrijk tweede in de groep werd en een play-offwedstrijd moest spelen tegen Turkije.
| Nr. | Land                  | GW | W | G | V | DV | DT | DS  | Ptn | Resultaat                              |
| --- | --------------------- | -- | - | - | - | -- | -- | --- | --- | -------------------------------------- |
| 1   | Spanje                | 8  | 6 | 2 | 0 | 21 | 4  | +17 | 20  | Gekwalificeerd voor het hoofdtoernooi. |
| 2   | Oostenrijk            | 8  | 4 | 3 | 1 | 10 | 8  | +2  | 15  | Play-off                               |
| 3   | Israël                | 8  | 3 | 3 | 2 | 11 | 7  | +4  | 12  |                                        |
| 4   | Bosnië en Herzegovina | 8  | 2 | 2 | 4 | 12 | 12 | 0   | 8   |                                        |
| 5   | Liechtenstein         | 8  | 0 | 0 | 8 | 0  | 23 | –23 | 0   |                                        |

|                                           |                       |         |                           |                                                                            |
| 2 september 2000 «onderlinge duels» 20:15 | Bosnië en Herzegovina | 1 – 2   | Spanje                    | Koševo, Sarajevo Toeschouwers: 28.700 Scheidsrechter: Herbert Fandel (GER) |
| 2 september 2000 «onderlinge duels» 20:15 | Baljić 41'            | Verslag | 39' Gerard 72' Etxeberria | Koševo, Sarajevo Toeschouwers: 28.700 Scheidsrechter: Herbert Fandel (GER) |

|                                           |                       |         |               |                                                                                         |
| 3 september 2000 «onderlinge duels» 20:20 | Israël                | 2 – 0   | Liechtenstein | Ramat Ganstadion, Ramat Gan Toeschouwers: 19.000 Scheidsrechter: Richard O'Hanlon (IRL) |
| 3 september 2000 «onderlinge duels» 20:20 | Mizrahi 1' Balili 80' | Verslag |               | Ramat Ganstadion, Ramat Gan Toeschouwers: 19.000 Scheidsrechter: Richard O'Hanlon (IRL) |

|                                         |                       |         |        |                                                                                             |
| 7 oktober 2000 «onderlinge duels» 21:30 | Spanje                | 2 – 0   | Israël | Estadio Santiago Bernabéu, Madrid Toeschouwers: 80.000 Scheidsrechter: Claude Colombo (FRA) |
| 7 oktober 2000 «onderlinge duels» 21:30 | Gerard 20' Hierro 54' | Verslag |        | Estadio Santiago Bernabéu, Madrid Toeschouwers: 80.000 Scheidsrechter: Claude Colombo (FRA) |

|                                         |               |         |            |                                                                           |
| 7 oktober 2000 «onderlinge duels» 20:30 | Liechtenstein | 0 – 1   | Oostenrijk | Rheinpark, Vaduz Toeschouwers: 3.548 Scheidsrechter: John Rowbotham (SCO) |
| 7 oktober 2000 «onderlinge duels» 20:30 |               | Verslag | 20' Flögel | Rheinpark, Vaduz Toeschouwers: 3.548 Scheidsrechter: John Rowbotham (SCO) |

|                                          |            |         |            |                                                                                       |
| 11 oktober 2000 «onderlinge duels» 20:30 | Oostenrijk | 1 – 1   | Spanje     | Ernst Happelstadion, Wenen Toeschouwers: 48.000 Scheidsrechter: Valentin Ivanov (RUS) |
| 11 oktober 2000 «onderlinge duels» 20:30 | Baur 22'   | Verslag | 27' Baraja | Ernst Happelstadion, Wenen Toeschouwers: 48.000 Scheidsrechter: Valentin Ivanov (RUS) |

|                                          |                                     |         |                       |                                                                                 |
| 11 oktober 2000 «onderlinge duels» 20:25 | Israël                              | 3 – 1   | Bosnië en Herzegovina | Ramat Ganstadion, Ramat Gan Toeschouwers: 30.000 Scheidsrechter: Dick Jol (NED) |
| 11 oktober 2000 «onderlinge duels» 20:25 | Berkovich 12' Abuksis 62' Katan 76' | Verslag | 48' Akrapović         | Ramat Ganstadion, Ramat Gan Toeschouwers: 30.000 Scheidsrechter: Dick Jol (NED) |

|                                        |                                                           |         |               |                                                                                            |
| 24 maart 2001 «onderlinge duels» 21:30 | Spanje                                                    | 5 – 0   | Liechtenstein | Estadio José Rico Pérez, Alicante Toeschouwers: 30.000 Scheidsrechter: Darko Čeferin (SLO) |
| 24 maart 2001 «onderlinge duels» 21:30 | Helguera 20' Mendieta 36', 82' Hierro 55' (pen.) Raúl 67' | Verslag |               | Estadio José Rico Pérez, Alicante Toeschouwers: 30.000 Scheidsrechter: Darko Čeferin (SLO) |

|                                        |                       |         |            |                                                                                |
| 24 maart 2001 «onderlinge duels» 20:30 | Bosnië en Herzegovina | 1 – 1   | Oostenrijk | Koševo, Sarajevo Toeschouwers: 25.000 Scheidsrechter: Tom Henning Øvrebø (NOR) |
| 24 maart 2001 «onderlinge duels» 20:30 | Barbarez 43'          | Verslag | 61' Baur   | Koševo, Sarajevo Toeschouwers: 25.000 Scheidsrechter: Tom Henning Øvrebø (NOR) |

|                                        |                           |         |                |                                                                                           |
| 28 maart 2001 «onderlinge duels» 20:30 | Oostenrijk                | 2 – 1   | Israël         | Ernst Happelstadion, Wenen Toeschouwers: 21.000 Scheidsrechter: Alfredo Trentalange (ITA) |
| 28 maart 2001 «onderlinge duels» 20:30 | Baur 9' Herzog 42' (pen.) | Verslag | 6' (e.d.) Baur | Ernst Happelstadion, Wenen Toeschouwers: 21.000 Scheidsrechter: Alfredo Trentalange (ITA) |

|                                        |               |         |                            |                                                                            |
| 28 maart 2001 «onderlinge duels» 20:00 | Liechtenstein | 0 – 3   | Bosnië en Herzegovina      | Rheinpark, Vaduz Toeschouwers: 3.400 Scheidsrechter: Andrejs Sipailo (LAT) |
| 28 maart 2001 «onderlinge duels» 20:00 |               | Verslag | 10', 72' Barbarez 89' Hota | Rheinpark, Vaduz Toeschouwers: 3.400 Scheidsrechter: Andrejs Sipailo (LAT) |

|                                        |                        |         |               |                                                                                |
| 25 april 2001 «onderlinge duels» 20:30 | Oostenrijk             | 2 – 0   | Liechtenstein | Tivoli-Neu, Innsbruck Toeschouwers: 13.060 Scheidsrechter: David Malcolm (NIR) |
| 25 april 2001 «onderlinge duels» 20:30 | Glieder 44' Flögel 75' | Verslag |               | Tivoli-Neu, Innsbruck Toeschouwers: 13.060 Scheidsrechter: David Malcolm (NIR) |

|                                      |                                            |         |                       |                                                                                                  |
| 2 juni 2001 «onderlinge duels» 21:30 | Spanje                                     | 4 – 1   | Bosnië en Herzegovina | Estadio Nuevo Carlos Tartiere, Oviedo Toeschouwers: 30.000 Scheidsrechter: Roy Helge Olsen (NOR) |
| 2 juni 2001 «onderlinge duels» 21:30 | Hierro 26' Moreno 76' Raúl 89' Tristán 90' | Verslag | 41' Bešlija           | Estadio Nuevo Carlos Tartiere, Oviedo Toeschouwers: 30.000 Scheidsrechter: Roy Helge Olsen (NOR) |

|                                      |               |         |                            |                                                                           |
| 2 juni 2001 «onderlinge duels» 19:00 | Liechtenstein | 0 – 3   | Israël                     | Rheinpark, Vaduz Toeschouwers: 1.650 Scheidsrechter: Lassin Isaksen (FRO) |
| 2 juni 2001 «onderlinge duels» 19:00 |               | Verslag | 3' Revivo 7' Tal 18' Nimni | Rheinpark, Vaduz Toeschouwers: 1.650 Scheidsrechter: Lassin Isaksen (FRO) |

|                                      |           |         |          |                                                                                     |
| 6 juni 2001 «onderlinge duels» 20:00 | Israël    | 1 – 1   | Spanje   | Ramat Ganstadion, Ramat Gan Toeschouwers: 23.000 Scheidsrechter: Anders Frisk (SWE) |
| 6 juni 2001 «onderlinge duels» 20:00 | Revivo 4' | Verslag | 63' Raúl | Ramat Ganstadion, Ramat Gan Toeschouwers: 23.000 Scheidsrechter: Anders Frisk (SWE) |

|                                           |                                               |         |            |                                                                                        |
| 1 september 2001 «onderlinge duels» 22:00 | Spanje                                        | 4 – 0   | Oostenrijk | Estadio Mestalla, Valencia Toeschouwers: 31.661 Scheidsrechter: Horacio Elizondo (ARG) |
| 1 september 2001 «onderlinge duels» 22:00 | Tristán 45' Morientes 79', 84' Mendieta 90+1' | Verslag |            | Estadio Mestalla, Valencia Toeschouwers: 31.661 Scheidsrechter: Horacio Elizondo (ARG) |

|                                           |                       |       |        |                                                                          |
| 1 september 2001 «onderlinge duels» 20:15 | Bosnië en Herzegovina | 0 – 0 | Israël | Koševo, Sarajevo Toeschouwers: 7.700 Scheidsrechter: Dieter Schoch (SUI) |
| 1 september 2001 «onderlinge duels» 20:15 | Verslag               |       |        | Koševo, Sarajevo Toeschouwers: 7.700 Scheidsrechter: Dieter Schoch (SUI) |

|                                           |               |         |                    |                                                                          |
| 5 september 2001 «onderlinge duels» 20:30 | Liechtenstein | 0 – 2   | Spanje             | Rheinpark, Vaduz Toeschouwers: 4.648 Scheidsrechter: Ivan Dobrinov (BUL) |
| 5 september 2001 «onderlinge duels» 20:30 |               | Verslag | 19' Raúl 82' Nadal | Rheinpark, Vaduz Toeschouwers: 4.648 Scheidsrechter: Ivan Dobrinov (BUL) |

|                                           |                 |         |                       |                                                                                     |
| 5 september 2001 «onderlinge duels» 20:30 | Oostenrijk      | 2 – 0   | Bosnië en Herzegovina | Ernst Happelstadion, Wenen Toeschouwers: 23.200 Scheidsrechter: Graham Barber (ENG) |
| 5 september 2001 «onderlinge duels» 20:30 | Herzog 38', 87' | Verslag |                       | Ernst Happelstadion, Wenen Toeschouwers: 23.200 Scheidsrechter: Graham Barber (ENG) |

|                                         |                                                              |         |               |                                                                               |
| 7 oktober 2001 «onderlinge duels» 20:15 | Bosnië en Herzegovina                                        | 5 – 0   | Liechtenstein | Bilino Polje, Zenica Toeschouwers: 6.000 Scheidsrechter: John McDermott (IRL) |
| 7 oktober 2001 «onderlinge duels» 20:15 | Konjić 33' Baljić 45' (pen.), 82' (pen.) Šabić 69' Dodik 85' | Verslag |               | Bilino Polje, Zenica Toeschouwers: 6.000 Scheidsrechter: John McDermott (IRL) |

|                                          |                    |         |              |                                                                                           |
| 27 oktober 2001 «onderlinge duels» 20:30 | Israël             | 1 – 1   | Oostenrijk   | Ramat Ganstadion, Ramat Gan Toeschouwers: 40.000 Scheidsrechter: Vítor Melo Pereira (POR) |
| 27 oktober 2001 «onderlinge duels» 20:30 | Gershon 55' (pen.) | Verslag | 90+1' Herzog | Ramat Ganstadion, Ramat Gan Toeschouwers: 40.000 Scheidsrechter: Vítor Melo Pereira (POR) |

### Groep 8
Italië had bijna het EK gewonnen met een defensieve spelstijl, maar werd in de extra speeltijd verslagen door Frankrijk. Trainer Dino Zoff kreeg veel kritiek van met name politicus Silvio Berlusconi en stapte op, de ook al behoudende Giovanni Trapattoni volgde hem op. De  enige concurrent van Italië Roemenië werd twee maal gedecideerd verslagen: 3-0 in Milaan, 2-0 in Boekarest. Roemenië, dat afscheid had genomen van aanvoerder Gheorghe Hagi had weinig problemen tweede te worden en moest een play-offwedstrijd spelen tegen Slovenië.
| Nr. | Land      | GW | W | G | V | DV | DT | DS  | Ptn | Resultaat                              |
| --- | --------- | -- | - | - | - | -- | -- | --- | --- | -------------------------------------- |
| 1   | Italië    | 8  | 6 | 2 | 0 | 16 | 3  | +13 | 20  | Gekwalificeerd voor het hoofdtoernooi. |
| 2   | Roemenië  | 8  | 5 | 1 | 2 | 10 | 7  | +3  | 16  | Play-off                               |
| 3   | Georgië   | 8  | 3 | 1 | 4 | 12 | 12 | 0   | 10  |                                        |
| 4   | Hongarije | 8  | 2 | 2 | 4 | 14 | 13 | +1  | 8   |                                        |
| 5   | Litouwen  | 8  | 0 | 2 | 6 | 3  | 20 | –17 | 2   |                                        |

|                                           |                  |         |                  |                                                                                          |
| 3 september 2000 «onderlinge duels» 20:45 | Hongarije        | 2 – 2   | Italië           | Ferenc Puskásstadion, Boedapest Toeschouwers: 60.000 Scheidsrechter: Graham Barber (ENG) |
| 3 september 2000 «onderlinge duels» 20:45 | Horváth 29', 78' | Verslag | 26', 35' Inzaghi | Ferenc Puskásstadion, Boedapest Toeschouwers: 60.000 Scheidsrechter: Graham Barber (ENG) |

|                                           |           |         |          |                                                                                     |
| 3 september 2000 «onderlinge duels» 20:30 | Roemenië  | 1 – 0   | Litouwen | Stadionul Steaua, Boekarest Toeschouwers: 3.000 Scheidsrechter: Morgan Norman (SWE) |
| 3 september 2000 «onderlinge duels» 20:30 | Ganea 89' | Verslag |          | Stadionul Steaua, Boekarest Toeschouwers: 3.000 Scheidsrechter: Morgan Norman (SWE) |

|                                         |                                      |         |          |                                                                                        |
| 7 oktober 2000 «onderlinge duels» 20:45 | Italië                               | 3 – 0   | Roemenië | Stadio Giuseppe Meazza, Milaan Toeschouwers: 54.297 Scheidsrechter: Jan Wegereef (NED) |
| 7 oktober 2000 «onderlinge duels» 20:45 | Inzaghi 13' Delvecchio 17' Totti 42' | Verslag |          | Stadio Giuseppe Meazza, Milaan Toeschouwers: 54.297 Scheidsrechter: Jan Wegereef (NED) |

|                                         |          |         |                                                  |                                                                                                  |
| 7 oktober 2000 «onderlinge duels» 18:00 | Litouwen | 0 – 4   | Georgië                                          | S. Dariaus- en S. Girėnostadion, Kaunas Toeschouwers: 2.317 Scheidsrechter: Ryszard Wójcik (POL) |
| 7 oktober 2000 «onderlinge duels» 18:00 |          | Verslag | 19', 35' Ketsbaia 46' Kinkladze 84' A. Arveladze | S. Dariaus- en S. Girėnostadion, Kaunas Toeschouwers: 2.317 Scheidsrechter: Ryszard Wójcik (POL) |

|                                          |                             |         |         |                                                                                        |
| 11 oktober 2000 «onderlinge duels» 20:45 | Italië                      | 2 – 0   | Georgië | Stadio del Conero, Ancona Toeschouwers: 26.000 Scheidsrechter: Karl-Erik Nilsson (SWE) |
| 11 oktober 2000 «onderlinge duels» 20:45 | Del Piero 47' (pen.), pen.' | Verslag |         | Stadio del Conero, Ancona Toeschouwers: 26.000 Scheidsrechter: Karl-Erik Nilsson (SWE) |

|                                          |             |         |                                                           |                                                                                               |
| 11 oktober 2000 «onderlinge duels» 20:30 | Litouwen    | 1 – 6   | Hongarije                                                 | S. Dariaus- en S. Girėnostadion, Kaunas Toeschouwers: 498 Scheidsrechter: Orhan Erdemir (TUR) |
| 11 oktober 2000 «onderlinge duels» 20:30 | Buitkus 71' | Verslag | 25' Illés 36', 61', 72' >M. Fehér 67' Horváth 84' Lisztes | S. Dariaus- en S. Girėnostadion, Kaunas Toeschouwers: 498 Scheidsrechter: Orhan Erdemir (TUR) |

|                                        |          |         |                  |                                                                                       |
| 24 maart 2001 «onderlinge duels» 21:30 | Roemenië | 0 – 2   | Italië           | Stadionul Steaua, Boekarest Toeschouwers: 24.000 Scheidsrechter: Herbert Fandel (GER) |
| 24 maart 2001 «onderlinge duels» 21:30 |          | Verslag | 29', 33' Inzaghi | Stadionul Steaua, Boekarest Toeschouwers: 24.000 Scheidsrechter: Herbert Fandel (GER) |

|                                        |                     |         |                 |                                                                                              |
| 24 maart 2001 «onderlinge duels» 20:00 | Hongarije           | 1 – 1   | Litouwen        | Ferenc Puskásstadion, Boedapest Toeschouwers: 15.200 Scheidsrechter: Vasiliy Melnichuk (UKR) |
| 24 maart 2001 «onderlinge duels» 20:00 | V. Sebők 70' (pen.) | Verslag | 74' Ražanauskas | Ferenc Puskásstadion, Boedapest Toeschouwers: 15.200 Scheidsrechter: Vasiliy Melnichuk (UKR) |

|                                        |                                     |         |          |                                                                                     |
| 28 maart 2001 «onderlinge duels» 20:45 | Italië                              | 4 – 0   | Litouwen | Stadio del Conero, Triëst Toeschouwers: 14.800 Scheidsrechter: Sergei Shmolik (BLR) |
| 28 maart 2001 «onderlinge duels» 20:45 | Inzaghi 17', 64' Del Piero 49', 79' | Verslag |          | Stadio del Conero, Triëst Toeschouwers: 14.800 Scheidsrechter: Sergei Shmolik (BLR) |

|                                        |         |         |                            |                                                                                           |
| 28 maart 2001 «onderlinge duels» 20:00 | Georgië | 0 – 2   | Roemenië                   | Boris Paitsjadzestadion, Tbilisi Toeschouwers: 27.000 Scheidsrechter: Rune Pedersen (NOR) |
| 28 maart 2001 «onderlinge duels» 20:00 |         | Verslag | 69' C. Munteanu 80' Contra | Boris Paitsjadzestadion, Tbilisi Toeschouwers: 27.000 Scheidsrechter: Rune Pedersen (NOR) |

|                                      |                |         |                          | |
| 2 juni 2001 «onderlinge duels» 21:00 | Georgië        | 1 – 2   | Italië                   | Boris Paitsjadzestadion, Tbilisi Toeschouwers: 25.000 Scheidsrechter: Eduardo Iturralde González (ESP) |
| 2 juni 2001 «onderlinge duels» 21:00 | Gachokidze 80' | Verslag | 45' Delvecchio 66' Totti | Boris Paitsjadzestadion, Tbilisi Toeschouwers: 25.000 Scheidsrechter: Eduardo Iturralde González (ESP) |

|                                      |                    |         |           |                                                                                    |
| 2 juni 2001 «onderlinge duels» 20:30 | Roemenië           | 2 – 0   | Hongarije | Stadionul Steaua, Boekarest Toeschouwers: 20.526 Scheidsrechter: Éric Poulat (FRA) |
| 2 juni 2001 «onderlinge duels» 20:30 | M. Niculae 5', 54' | Verslag |           | Stadionul Steaua, Boekarest Toeschouwers: 20.526 Scheidsrechter: Éric Poulat (FRA) |

|                                      |             |         |                             |                                                                                                 |
| 6 juni 2001 «onderlinge duels» 17:00 | Litouwen    | 1 – 2   | Roemenië                    | S. Dariaus- en S. Girėnostadion, Kaunas Toeschouwers: 4.900 Scheidsrechter: Anton Stredak (SVK) |
| 6 juni 2001 «onderlinge duels» 17:00 | Fomenka 86' | Verslag | 31' A. Ilie 49' V. Moldovan | S. Dariaus- en S. Girėnostadion, Kaunas Toeschouwers: 4.900 Scheidsrechter: Anton Stredak (SVK) |

|                                      |                                                   |         |                 |                                                                                           |
| 6 juni 2001 «onderlinge duels» 20:15 | Hongarije                                         | 4 – 1   | Georgië         | Ferenc Puskásstadion, Boedapest Toeschouwers: 7.325 Scheidsrechter: Hartmut Strampe (GER) |
| 6 juni 2001 «onderlinge duels» 20:15 | Mátyus 40' V. Sebők 45' (pen.) A. Korsós 55', 62' | Verslag | 77' Kobiasjvili | Ferenc Puskásstadion, Boedapest Toeschouwers: 7.325 Scheidsrechter: Hartmut Strampe (GER) |

|                                           |          |       |        | |
| 1 september 2001 «onderlinge duels» 20:45 | Litouwen | 0 – 0 | Italië | S. Dariaus- en S. Girėnostadion, Kaunas Toeschouwers: 5.500 Scheidsrechter: Mario van der Ende (NED) |
| 1 september 2001 «onderlinge duels» 20:45 | Verslag  |       |        | S. Dariaus- en S. Girėnostadion, Kaunas Toeschouwers: 5.500 Scheidsrechter: Mario van der Ende (NED) |

|                                           |                                              |         |            |                                                                               |
| 1 september 2001 «onderlinge duels» 21:00 | Georgië                                      | 3 – 1   | Hongarije  | Lokomotivstadion, Tbilisi Toeschouwers: 8.000 Scheidsrechter: Drago Kos (SLO) |
| 1 september 2001 «onderlinge duels» 21:00 | S. Arveladze 32' Jamaraoeli 53' Iasjvili 64' | Verslag | 43' Mátyus | Lokomotivstadion, Tbilisi Toeschouwers: 8.000 Scheidsrechter: Drago Kos (SLO) |

|                                           |           |         |                            |                                                                                       |
| 5 september 2001 «onderlinge duels» 20:15 | Hongarije | 0 – 2   | Roemenië                   | Ferenc Puskásstadion, Boedapest Toeschouwers: 6.000 Scheidsrechter: Hugh Dallas (SCO) |
| 5 september 2001 «onderlinge duels» 20:15 |           | Verslag | 11' A. Ilie 27' M. Niculae | Ferenc Puskásstadion, Boedapest Toeschouwers: 6.000 Scheidsrechter: Hugh Dallas (SCO) |

|                                           |                   |         |          |                                                                                 |
| 5 september 2001 «onderlinge duels» 21:00 | Georgië           | 2 – 0   | Litouwen | Lokomotivstadion, Tbilisi Toeschouwers: 15.000 Scheidsrechter: Haim Yakov (ISR) |
| 5 september 2001 «onderlinge duels» 21:00 | Iasjvili 81', 83' | Verslag |          | Lokomotivstadion, Tbilisi Toeschouwers: 15.000 Scheidsrechter: Haim Yakov (ISR) |

|                                         |               |         |           |                                                                                          |
| 6 oktober 2001 «onderlinge duels» 20:45 | Italië        | 1 – 0   | Hongarije | Stadio Ennio Tardini, Parma Toeschouwers: 20.805 Scheidsrechter: Epifanio González (PAR) |
| 6 oktober 2001 «onderlinge duels» 20:45 | Del Piero 45' | Verslag |           | Stadio Ennio Tardini, Parma Toeschouwers: 20.805 Scheidsrechter: Epifanio González (PAR) |

|                                         |                 |         |              |                                                                                     |
| 6 oktober 2001 «onderlinge duels» 21:45 | Roemenië        | 1 – 1   | Georgië      | Stadionul Steaua, Boekarest Toeschouwers: 16.500 Scheidsrechter: Ľuboš Micheľ (SVK) |
| 6 oktober 2001 «onderlinge duels» 21:45 | Gh. Popescu 88' | Verslag | 55' Iasjvili | Stadionul Steaua, Boekarest Toeschouwers: 16.500 Scheidsrechter: Ľuboš Micheľ (SVK) |

### Groep 9
In deze groep moesten twee voormalige wereldkampioenen uitmaken, wie naar het WK zou gaan: Engeland of Duitsland. Beide landen waren in crisis, want op het EK werden beide teams in de eerste ronde uitgeschakeld. Het onderlinge duel op het EK eindigde in een 1-0 overwinning voor Engeland. Bij Duitsland werd Erich Ribbeck ontslagen en de bij Bayer Leverkusen succesvolle Christoph Daum werd benoemd tot nieuwe bondscoach. Hij zou in juni 2001 in zijn functie treden, Rudi Völler zou tot deze tijd interim-coach worden. Völler begon de WK-kwalificatie-reeks succesvol met een zege op Griekenland en een overwinning op concurrent Engeland. Dieter Hamann profiteerde van een fout van doelman David Seaman en bondcoach Kevin Keegan nam na de wedstrijd ontslag. . Het was de laatste wedstrijd in het originele Wembley Stadium, het stadion zou verbouwd worden. Vier dagen later kwam Engeland met interim-coach Howard Wilkinson niet verder dan een doelpuntloos gelijkspel tegen Finland en had na twee wedstrijden al een achterstand van vijf punten op Duitsland.
Ondertussen waren er geruchten ontstaan over het cocaïne-gebruik van aanstaande bondscoach Daum. Daum besloot een test te doen, maar nadat hij positief werd bevonden verscheurde de Duitse voetbalbond zijn contract. Hij vertrok ook bij zijn club Bayer Leverkusen en zou uiteindelijk een baan vinden bij de Turkse club Galatasaray, Völler zou coach blijven tot het WK. In de vijfde wedstrijd zou het eerste puntverlies optreden, Duitsland kwam met 2-0 achter tegen Finland, maar Carsten Jancker zorgde voor de ommekeer met een uitgelokte strafschop en een schot van afstand. Bij Engeland werd  de Zweed Sven Goran Eriksson werd de nieuwe coach, de eerste buitenlandse coach ooit. Na drie opeenvolgende overwinningen hervond Engeland zich en had voor de directe confrontatie drie punten achterstand op Duitaland.
In München nam Duitsland de leiding via Carsten Jancker, maar Engeland won met 1-5 dankzij treffers van Michael Owen (drie maal), Steven Gerrard en Emile Heskey, allemaal spelers van FC Liverpool. Het was pas de tweede nederlaag van Duitsland in de kwalificatie-geschiedenis en de zwaarste WK-nederlaag sinds 1954 (Duitsland-Hongarije 3-8). Na de overtuigende overwinning van Engeland stond de ploeg boven Duitsland dankzij een beter doelsaldo. In de laatste speeldag speelde beide landen een thuiswedstrijd: Engeland tegen Griekenland en Duitsland tegen Finland. Duitsland schoot via Oliver Bierhoff tweemaal op de lat en bleef steken op een doelpuntloos gelijkspel. Engeland had het ook moeilijk tegen Griekenland, bij een 0-1 maakte de 35-jarige invaller Teddy Sheringham de gelijkmaker uit een voorzet van David Beckham, maar binnen twee minuten stond Griekenland weer voor dankzij een doelpunt van Demis Nikolaidis. Drie minuten voor tijd redde Beckham Engeland met een vrije trap. Engeland was alsnog geplaatst en Duitsland moest een play-offwedstrijd spelen tegen Oekraïne.
| Nr. | Land        | GW | W | G | V | DV | DT | DS  | Ptn | Resultaat                              |
| --- | ----------- | -- | - | - | - | -- | -- | --- | --- | -------------------------------------- |
| 1   | Engeland    | 8  | 5 | 2 | 1 | 16 | 6  | +10 | 17  | Gekwalificeerd voor het hoofdtoernooi. |
| 2   | Duitsland   | 8  | 5 | 2 | 1 | 14 | 10 | +4  | 17  | Play-off                               |
| 3   | Finland     | 8  | 3 | 3 | 2 | 12 | 7  | +5  | 12  |                                        |
| 4   | Griekenland | 8  | 2 | 1 | 5 | 7  | 17 | –10 | 7   |                                        |
| 5   | Albanië     | 8  | 1 | 0 | 7 | 5  | 14 | –9  | 3   |                                        |

|                                           |                             |         |            |                                                                                  |
| 2 september 2000 «onderlinge duels» 15:00 | Finland                     | 2 – 1   | Albanië    | Finnairstadion, Helsinki Toeschouwers: 10.770 Scheidsrechter: René Temmink (NED) |
| 2 september 2000 «onderlinge duels» 15:00 | Litmanen 45' Riihilahti 68' | Verslag | 64' Murati | Finnairstadion, Helsinki Toeschouwers: 10.770 Scheidsrechter: René Temmink (NED) |

|                                           |                        |         |             |                                                                                          |
| 2 september 2000 «onderlinge duels» 19:00 | Duitsland              | 2 – 0   | Griekenland | Volksparkstadion, Hamburg Toeschouwers: 48.500 Scheidsrechter: Antonio Lopez Nieto (ESP) |
| 2 september 2000 «onderlinge duels» 19:00 | Deisler 18' Scholl 78' | Verslag |             | Volksparkstadion, Hamburg Toeschouwers: 48.500 Scheidsrechter: Antonio Lopez Nieto (ESP) |

|                                         |          |         |            |                                                                                    |
| 7 oktober 2000 «onderlinge duels» 15:00 | Engeland | 0 – 1   | Duitsland  | Wembley Stadium, Londen Toeschouwers: 76.377 Scheidsrechter: Stefano Braschi (ITA) |
| 7 oktober 2000 «onderlinge duels» 15:00 |          | Verslag | 14' Hamann | Wembley Stadium, Londen Toeschouwers: 76.377 Scheidsrechter: Stefano Braschi (ITA) |

|                                         |                  |         |         |                                                                                        |
| 7 oktober 2000 «onderlinge duels» 20:15 | Griekenland      | 1 – 0   | Finland | Olympisch Stadion, Athene Toeschouwers: 15.000 Scheidsrechter: Pierluigi Collina (ITA) |
| 7 oktober 2000 «onderlinge duels» 20:15 | Lyberopoulos 59' | Verslag |         | Olympisch Stadion, Athene Toeschouwers: 15.000 Scheidsrechter: Pierluigi Collina (ITA) |

|                                          |                     |         |             |                                                                                     |
| 11 oktober 2000 «onderlinge duels» 19:00 | Albanië             | 2 – 0   | Griekenland | Qemal Stafastadion, Tirana Toeschouwers: 10.200 Scheidsrechter: Rune Pedersen (NOR) |
| 11 oktober 2000 «onderlinge duels» 19:00 | Bushi 48' Fakaj 90' | Verslag |             | Qemal Stafastadion, Tirana Toeschouwers: 10.200 Scheidsrechter: Rune Pedersen (NOR) |

|                                          |         |       |          |                                                                                   |
| 11 oktober 2000 «onderlinge duels» 19:00 | Finland | 0 – 0 | Engeland | Olympisch Stadion, Helsinki Toeschouwers: 36.210 Scheidsrechter: Alain Sars (FRA) |
| 11 oktober 2000 «onderlinge duels» 19:00 | Verslag |       |          | Olympisch Stadion, Helsinki Toeschouwers: 36.210 Scheidsrechter: Alain Sars (FRA) |

|                                        |                      |         |                |                                                                               |
| 24 maart 2001 «onderlinge duels» 15:00 | Engeland             | 2 – 1   | Finland        | Anfield, Liverpool Toeschouwers: 44.262 Scheidsrechter: Valentin Ivanov (RUS) |
| 24 maart 2001 «onderlinge duels» 15:00 | Owen 44' Beckham 50' | Verslag | 26' Riihilahti | Anfield, Liverpool Toeschouwers: 44.262 Scheidsrechter: Valentin Ivanov (RUS) |

|                                        |                       |         |          |                                                                                 |
| 24 maart 2001 «onderlinge duels» 20:00 | Duitsland             | 2 – 1   | Albanië  | BayArena, Leverkusen Toeschouwers: 22.500 Scheidsrechter: Graziano Cesari (ITA) |
| 24 maart 2001 «onderlinge duels» 20:00 | Deisler 49' Klose 87' | Verslag | 65' Kola | BayArena, Leverkusen Toeschouwers: 22.500 Scheidsrechter: Graziano Cesari (ITA) |

|                                        |               |         |                                      |                                                                                   |
| 28 maart 2001 «onderlinge duels» 20:30 | Albanië       | 1 – 3   | Engeland                             | Qemal Stafastadion, Tirana Toeschouwers: 18.000 Scheidsrechter: Alain Hamer (LUX) |
| 28 maart 2001 «onderlinge duels» 20:30 | Rraklli 90+2' | Verslag | 74' Owen 85' Scholes 90+6' Andy Cole | Qemal Stafastadion, Tirana Toeschouwers: 18.000 Scheidsrechter: Alain Hamer (LUX) |

|                                        |                               |         |                                                 |                                                                                         |
| 28 maart 2001 «onderlinge duels» 21:30 | Griekenland                   | 2 – 4   | Duitsland                                       | Olympisch Stadion, Athene Toeschouwers: 32.173 Scheidsrechter: Vitor Melo Pereira (POR) |
| 28 maart 2001 «onderlinge duels» 21:30 | Charisteas 20' Georgiadis 43' | Verslag | 6' Rehmer 25' (pen.) Ballack 82' Klose 90' Bode | Olympisch Stadion, Athene Toeschouwers: 32.173 Scheidsrechter: Vitor Melo Pereira (POR) |

|                                      |                   |         |                                |                                                                                 |
| 2 juni 2001 «onderlinge duels» 20:00 | Finland           | 2 – 2   | Duitsland                      | Olympisch Stadion, Helsinki Toeschouwers: 35.744 Scheidsrechter: Dick Jol (NED) |
| 2 juni 2001 «onderlinge duels» 20:00 | Forssell 28', 43' | Verslag | 69' (pen.) Ballack 73' Jancker | Olympisch Stadion, Helsinki Toeschouwers: 35.744 Scheidsrechter: Dick Jol (NED) |

|                                      |             |         |         | |
| 2 juni 2001 «onderlinge duels» 21:00 | Griekenland | 1 – 0   | Albanië | Theodoros Vardinoyannisstadion, Iraklion Toeschouwers: 5.500 Scheidsrechter: Nikolai Levnikov (RUS) |
| 2 juni 2001 «onderlinge duels» 21:00 | Machlas 70' | Verslag |         | Theodoros Vardinoyannisstadion, Iraklion Toeschouwers: 5.500 Scheidsrechter: Nikolai Levnikov (RUS) |

|                                      |         |         |                        |                                                                                        |
| 6 juni 2001 «onderlinge duels» 19:30 | Albanië | 0 – 2   | Duitsland              | Qemal Stafastadion, Tirana Toeschouwers: 12.800 Scheidsrechter: Gilles Veissière (FRA) |
| 6 juni 2001 «onderlinge duels» 19:30 |         | Verslag | 27' Rehmer 68' Ballack | Qemal Stafastadion, Tirana Toeschouwers: 12.800 Scheidsrechter: Gilles Veissière (FRA) |

|                                      |             |         |                         |                                                                                    |
| 6 juni 2001 «onderlinge duels» 21:45 | Griekenland | 0 – 2   | Engeland                | Olympisch Stadion, Athene Toeschouwers: 29.300 Scheidsrechter: Rune Pedersen (NOR) |
| 6 juni 2001 «onderlinge duels» 21:45 |             | Verslag | 63' Scholes 87' Beckham | Olympisch Stadion, Athene Toeschouwers: 29.300 Scheidsrechter: Rune Pedersen (NOR) |

|                                           |         |         |                       |                                                                                 |
| 1 september 2001 «onderlinge duels» 19:00 | Albanië | 0 – 2   | Finland               | Qemal Stafastadion, Tirana Toeschouwers: 6.400 Scheidsrechter: Erol Ersoy (TUR) |
| 1 september 2001 «onderlinge duels» 19:00 |         | Verslag | 55' Tainio 90+3' Kuqi | Qemal Stafastadion, Tirana Toeschouwers: 6.400 Scheidsrechter: Erol Ersoy (TUR) |

|                                           |            |         |                                             |                                                                                      |
| 1 september 2001 «onderlinge duels» 19:30 | Duitsland  | 1 – 5   | Engeland                                    | Olympiastadion, München Toeschouwers: 63.000 Scheidsrechter: Pierluigi Collina (ITA) |
| 1 september 2001 «onderlinge duels» 19:30 | Jancker 6' | Verslag | 12', 48', 65' Owen 45+3' Gerrard 73' Heskey | Olympiastadion, München Toeschouwers: 63.000 Scheidsrechter: Pierluigi Collina (ITA) |

|                                           |                                                          |         |                |                                                                                      |
| 5 september 2001 «onderlinge duels» 19:00 | Finland                                                  | 5 – 1   | Griekenland    | Olympisch Stadion, Helsinki Toeschouwers: 27.216 Scheidsrechter: Paul Allaerts (BEL) |
| 5 september 2001 «onderlinge duels» 19:00 | Forssell 14', 45' Riihilahti 21' Kolkka 38' Litmanen 53' | Verslag | 30' Karagounis | Olympisch Stadion, Helsinki Toeschouwers: 27.216 Scheidsrechter: Paul Allaerts (BEL) |

|                                           |                     |         |         |                                                                                            |
| 5 september 2001 «onderlinge duels» 20:00 | Engeland            | 2 – 0   | Albanië | St. James' Park, Newcastle Toeschouwers: 51.046 Scheidsrechter: Juan Fernandez Marin (ESP) |
| 5 september 2001 «onderlinge duels» 20:00 | Owen 43' Fowler 88' | Verslag |         | St. James' Park, Newcastle Toeschouwers: 51.046 Scheidsrechter: Juan Fernandez Marin (ESP) |

|                                         |                              |         |                               |                                                                              |
| 6 oktober 2001 «onderlinge duels» 15:00 | Engeland                     | 2 – 2   | Griekenland                   | Old Trafford, Manchester Toeschouwers: 66.000 Scheidsrechter: Dick Jol (NED) |
| 6 oktober 2001 «onderlinge duels» 15:00 | Sheringham 68' Beckham 90+3' | Verslag | 36' Charisteas 69' Nikolaidis | Old Trafford, Manchester Toeschouwers: 66.000 Scheidsrechter: Dick Jol (NED) |

|                                         |           |       |         |                                                                                         |
| 6 oktober 2001 «onderlinge duels» 16:00 | Duitsland | 0 – 0 | Finland | Arena AufSchalke, Gelsenkirchen Toeschouwers: 52.000 Scheidsrechter: Anders Frisk (SWE) |
| 6 oktober 2001 «onderlinge duels» 16:00 | Verslag   |       |         | Arena AufSchalke, Gelsenkirchen Toeschouwers: 52.000 Scheidsrechter: Anders Frisk (SWE) |

## Play-offs

### De loting
De loting voor de play-offs vond plaats op 31 augustus 2001 op het FIFA-hoofdkantoor in Zürich, in Zwitserland. De negen nummers 2 uit de groepen werden in een pot gedaan en er werden steeds twee landen aan elkaar gekoppeld. Het land dat steeds als eerste uit de pot kwam speelde als eerst de thuiswedstrijd. Het overgebleven land speelt de intercontinentale play-off tegen een Aziatisch land. In oktober 1999 werd besloten dat een Europees land tegen een Aziatisch land speelt om een plek op het hoofdtoernooi.

### Schema
| Team 1     | Tot. | Team 2    | 1e wedstr. | 2e wedstr. |
| ---------- | ---- | --------- | ---------- | ---------- |
| België     | 2–0  | Tsjechië  | 1 – 0      | 1 – 0      |
| Oekraïne   | 2–5  | Duitsland | 1 – 1      | 1 – 4      |
| Slovenië   | 3–2  | Roemenië  | 2 – 1      | 1 – 1      |
| Oostenrijk | 0–6  | Turkije   | 0 – 1      | 0 – 5      |
| Ierland    | 2–1  | Iran      | 2 – 0      | 0 – 1      |

### Wedstrijden

#### UEFA
Turkije won ruim van Oostenrijk en plaatste zich voor de eerste keer sinds 1954. Slovenië plaatste zich voor de eerste keer voor het WK, het won met 2-1 de thuiswedstrijd tegen Roemenië en hield de Roemenen in de return op een gelijkspel. Roemenië plaatste zich voor de eerste keer sinds 1986 niet voor een WK. België  won met 1-0 van Tsjechië dankzij een doelpunt van Gert Verheyen. Verder kwamen de Belgen niet ondanks het feit dat ze lang tegen tien Tsjechen speelden, omdat Tomáš Řepka uit het veld werd gestuurd. In de terugwedstrijd probeerden de Tsjechen de voorsprong ongedaan te maken, maar de bij Willem II voetballende doelman Geert de Vlieger was niet te passeren. In de slotfase veroorzaakte Gert Verheyen een strafschop, die benut werd door Marc Wilmots: 0-1. Tsjechië raakte gefrustreerd en verloor in de slotfase Pavel Nedvěd en Milan Baroš door overtredingen. Na de wedstrijd nam de Tsjechische coach Jozef Chovanec ontslag. 
Heel Duitsland vreesde voor de eerste keer zich niet te plaatsen voor het WK, nadat de loting Oekraïne uitwees als tegenstander. Men was vooral bevreesd voor Andrij Sjevtsjenko, de topspits van AC Milan. In de wedstrijd in Kiev haalde Duitsland een goede uitgangspositie: 1-1. De angst was nog groot, omdat Duitsland twee keer in een thuiswedstrijd directe kwalificatie verspeelde (tegen Engeland 1-5, tegen Finland 0-0) en de counterploeg van Oekraïne was sterker in uitwedstrijden. Duitsland viel echter aan en met een agressieve spelstijl en na 11 minuten was de wedstrijd al beslist: 2-0 door doelpunten van Michael Ballack en Oliver Neuville, beide spelers van Bayer Leverkusen. Duitsland vergrootte de voorsprong naar 4-0, waarna Shevchenko pas in de slotfase kon scoren. Het was de laatste baan van coach Valeri Lobanovsky, de man die zo bepalend was voor Dinamo Kiev en het voetbalteam van de Sovjet-Unie, op 13 mei 2002 overleed hij.
|                                           |                 |         |          |                                                                                       |
| 10 november 2001 «onderlinge duels» 21:15 | België          | 1 – 0   | Tsjechië | Koning Boudewijnstadion, Brussel Toeschouwers: 39.000 Scheidsrechter: Urs Meier (SUI) |
| 10 november 2001 «onderlinge duels» 21:15 | G. Verheyen 28' | Verslag |          | Koning Boudewijnstadion, Brussel Toeschouwers: 39.000 Scheidsrechter: Urs Meier (SUI) |

|                                           |          |         |                    |                                                                              |
| 14 november 2001 «onderlinge duels» 20:45 | Tsjechië | 0 – 1   | België             | Stadion Letná, Praag Toeschouwers: 18.996 Scheidsrechter: Anders Frisk (SWE) |
| 14 november 2001 «onderlinge duels» 20:45 |          | Verslag | 85' (pen.) Wilmots | Stadion Letná, Praag Toeschouwers: 18.996 Scheidsrechter: Anders Frisk (SWE) |

België won met 2–0 over twee wedstrijden en kwalificeert zich voor het hoofdtoernooi.
|                                           |           |         |             |                                                                                  |
| 10 november 2001 «onderlinge duels» 21:45 | Oekraïne  | 1 – 1   | Duitsland   | NSK Olimpiejsky, Kiev Toeschouwers: 83.000 Scheidsrechter: Stefano Braschi (ITA) |
| 10 november 2001 «onderlinge duels» 21:45 | Zubov 18' | Verslag | 31' Ballack | NSK Olimpiejsky, Kiev Toeschouwers: 83.000 Scheidsrechter: Stefano Braschi (ITA) |

|                                           |                                         |         |                 |                                                                                          |
| 14 november 2001 «onderlinge duels» 20:45 | Duitsland                               | 4 – 1   | Oekraïne        | Westfalenstadion, Dortmund Toeschouwers: 52.400 Scheidsrechter: Vítor Melo Pereira (POR) |
| 14 november 2001 «onderlinge duels» 20:45 | Ballack 4', 51' Neuville 11' Rehmer 15' | Verslag | 90' Sjevtsjenko | Westfalenstadion, Dortmund Toeschouwers: 52.400 Scheidsrechter: Vítor Melo Pereira (POR) |

Duitsland won met 5–2 over twee wedstrijden en kwalificeert zich voor het hoofdtoernooi.
|                                           |                         |         |                |                                                                                         |
| 10 november 2001 «onderlinge duels» 19:00 | Slovenië                | 2 – 1   | Roemenië       | Bežigradstadion, Ljubljana Toeschouwers: 8.500 Scheidsrechter: Kim Milton Nielsen (DEN) |
| 10 november 2001 «onderlinge duels» 19:00 | Ačimovič 41' Osterc 70' | Verslag | 26' M. Niculae | Bežigradstadion, Ljubljana Toeschouwers: 8.500 Scheidsrechter: Kim Milton Nielsen (DEN) |

|                                           |            |         |             |                                                                                     |
| 14 november 2001 «onderlinge duels» 19:00 | Roemenië   | 1 – 1   | Slovenië    | Stadionul Steaua, Boekarest Toeschouwers: 24.500 Scheidsrechter: Hellmut Krug (GER) |
| 14 november 2001 «onderlinge duels» 19:00 | Contra 65' | Verslag | 55' Rudonja | Stadionul Steaua, Boekarest Toeschouwers: 24.500 Scheidsrechter: Hellmut Krug (GER) |

Slovenië won met 3–2 over twee wedstrijden en kwalificeert zich voor het hoofdtoernooi.
|                                           |            |         |           |                                                                                              |
| 10 november 2001 «onderlinge duels» 20:30 | Oostenrijk | 0 – 1   | Turkije   | Ernst Happelstadion, Wenen Toeschouwers: 50.000 Scheidsrechter: Manuel Mejuto González (ESP) |
| 10 november 2001 «onderlinge duels» 20:30 |            | Verslag | 60' Buruk | Ernst Happelstadion, Wenen Toeschouwers: 50.000 Scheidsrechter: Manuel Mejuto González (ESP) |

|                                           |                                                |         |            |                                                                                             |
| 14 november 2001 «onderlinge duels» 20:30 | Turkije                                        | 5 – 0   | Oostenrijk | Ali Sami Yenstadion, Istanboel Toeschouwers: 22.000 Scheidsrechter: Pierluigi Collina (ITA) |
| 14 november 2001 «onderlinge duels» 20:30 | Baştürk 21' Şükür 31' Buruk 45' Erdem 69', 85' | Verslag |            | Ali Sami Yenstadion, Istanboel Toeschouwers: 22.000 Scheidsrechter: Pierluigi Collina (ITA) |

Turkije won met 6–0 over twee wedstrijden en kwalificeert zich voor het hoofdtoernooi.

#### Intercontinentale play-off
Voor de wedstrijd tegen Ierland verklaarde de Kroatische coach Miroslav Blažević, dat hij zichzelf zou ophangen als Iran het niet zou redden tegen Ierland. Op Lansdowne Road boekte Ierland een regelmatige 2-0 overwinning. Voor 100.000 toeschouwers moest Ierland overeind blijven, Iran kreeg kansen, maar de openingsgoal viel te laat (90e minuut) om de Ieren te verontrusten. Blažević besloot na de uitschakeling op te stappen.
|                                                 |                            |         |      |                                                                                            |
| 10 november 2001 «onderlinge duels» 18:00 (UTC) | Ierland                    | 2 – 0   | Iran | Lansdowne Road, Dublin Toeschouwers: 36.538 Scheidsrechter: Antonio Pereira da Silva (BRA) |
| 10 november 2001 «onderlinge duels» 18:00 (UTC) | Harte 44' (pen.) Keane 50' | Verslag |      | Lansdowne Road, Dublin Toeschouwers: 36.538 Scheidsrechter: Antonio Pereira da Silva (BRA) |

|                                                      |                  |         |         |                                                                                       |
| 15 november 2001 «onderlinge duels» 17:30 (UTC+3:30) | Iran             | 1 – 0   | Ierland | Azadistadion, Teheran Toeschouwers: 100.000 Scheidsrechter: William Mattus Vega (CRC) |
| 15 november 2001 «onderlinge duels» 17:30 (UTC+3:30) | Golmohammadi 90' | Verslag |         | Azadistadion, Teheran Toeschouwers: 100.000 Scheidsrechter: William Mattus Vega (CRC) |

Ierland won met 2–1 over twee wedstrijden en kwalificeert zich voor het hoofdtoernooi.